# Ligne des Aubrais - Orléans à Montauban-Ville-Bourbon
La ligne des Aubrais - Orléans à Montauban-Ville-Bourbon est une des principales lignes radiales du réseau ferroviaire français. Longue de 544 kilomètres, elle forme avec les lignes de Paris-Austerlitz à Bordeaux-Saint-Jean et de Bordeaux-Saint-Jean à Sète-Ville, le grand axe de Paris à Toulouse.
Ce fut d'ailleurs le dernier des grands axes français, puisque la ligne ne fut achevée qu'à la fin du XIXe siècle.
Elle constitue la ligne no 590 000 du réseau ferré national.
Par extension, la liaison ferroviaire Paris - Toulouse par Orléans et Limoges est fréquemment désignée par l'acronyme POLT, formé de l'initiale de ces quatre villes.

## Histoire

### Mises en service
La ligne des Aubrais - Orléans à Montauban est constituée de différentes sections mises en service entre 1847 et 1893 :
- Orléans - Vierzon, 20 juillet 1847 ;
- Vierzon - Limoges, 2 juin 1856 ;
- Limoges - Uzerche - Brive-la-Gaillarde, le 1er juillet 1893 ;
- Brive-la-Gaillarde - Souillac, le 1er juin 1891 ;
- Souillac - Cazoulès, le 16 juin 1889 ;
- Cazoulès - Cahors, 1er juillet 1891 ;
- Cahors - Montauban-Ville-Bourbon, 10 avril 1884[3].

### Historique
La loi du 11 juin 1842 déclare d'utilité publique la réalisation d'une ligne d'Orléans à Bourges par Vierzon, dont la section d'Orléans à Vierzon constitue le premier tronçon de l'itinéraire d'Orléans à Montauban.
La ligne « d'Orléans à Vierzon » et son prolongement sur Châteauroux sont concédés, pour une durée de 39 ans et 11 mois, à Messieurs Bartholony, Benoist, du Bousquet, Dufour, Foucher, Lambot de Fougères, de Gasque, comte de Germiny, comte Jaubert, Revenaz, comte de Ségur, de Waru et compagnie par une ordonnance du 24 octobre 1844. Les 8, 9 et 10 avril 1845, la compagnie du chemin de fer du Centre est constituée, et sa substitution aux concessionnaires initiaux est autorisée par ordonnance royale, le 26 avril 1845.
La concession de la ligne entre Orléans et Châteauroux est transférée de la Compagnie du chemin de fer du Centre à la Compagnie du chemin de fer de Paris à Orléans, par une convention signée le 27 mars 1852, entre le ministre des Travaux publics et cette dernière compagnie. Cette convention est approuvée par un décret à la même date. Cette même convention concède le tronçon entre Châteauroux et Limoges à la Compagnie du chemin de fer de Paris à Orléans.
Le 2 juin 1856 est ouverte la ligne entre Argenton-sur-Creuse et Limoges pour le trafic des marchandises, puis la ligne devient mixte (c'est-à-dire ouverte aux marchandises et aux voyageurs), le 16 juin 1858.
Au fur et à mesure des divers raccordements entre les lignes existantes, les villes de Paris et Toulouse sont reliées entre elles par le chemin de fer en 1862, mais cette liaison utilise alors un tracé différent. La première liaison passe en effet par Périgueux, puis en 1875 par Nexon, Saint-Yrieix-la-Perche, Brive-la-Gaillarde et Capdenac.
La section entre Brive-la-Gaillarde et Montauban est déclarée d'utilité publique par une loi, le 24 mars 1879.
La loi du 17 juillet 1879 (dite plan Freycinet), portant classement de 181 lignes de chemin de fer, dans le réseau des chemins de fer d’intérêt général retient en no 99, une ligne de « Limoges à Brive-la-Gaillarde, par Uzerche, avec raccordement par la vallée de la Vézère et Treignac avec la ligne de Limoges à Meymac ». La section entre Limoges et Brive est déclarée d'utilité publique par une loi le 22 juillet 1881.
Les sections de Limoges à Brive-la-Gaillarde par Uzerche, et de Brive-la-Gaillarde à Montauban sont concédées à titre définitif par l'État à la Compagnie du chemin de fer de Paris à Orléans (PO), par une convention signée entre le ministre des Travaux publics et la compagnie, le 28 juin 1883. Cette convention est approuvée par une loi, le 20 novembre suivant. La ligne est finalement achevée le 1er juillet 1893.
De Paris à Toulouse, l'itinéraire est long de 713 km.
Le 15 décembre 1908 en fin d'après-midi, entre les gares d'Allassac et d'Estivaux mais sur le territoire communal de Voutezac, le train omnibus no 742 de Brive à Limoges, au départ de la gare d'Allassac, est percuté par le train de marchandises no 2320 dans le tunnel de Pouch, causant la mort de 15 personnes.
Le 6 décembre 1918, deux trains de soldats de retour de permission sont entrés en collision, à la suite d'un épais brouillard sur la section de Lothiers à Luant. Cet accident aura fait 74 morts.
L’électrification en 1 500 V CC de la ligne, s'est réalisée en trois phases. Tout d'abord en 1926, avec la compagnie du chemin de fer de Paris à Orléans (PO), entre Les Aubrais et Vierzon. En 1935, la fusion entre le PO et le Midi, permet l'électrification entre Vierzon et Brive-la-Gaillarde. Enfin le dernier tronçon est mis sous tension à la fin de l'année 1943 entre Brive-la-Gaillarde et Montauban-Ville-Bourbon par la SNCF.
Cette ligne a été parcourue par le Capitole de 1967 à 1991, premier train français autorisé en circulation commerciale à la vitesse de 200 km/h sur un court tronçon. Il reliait Paris à Toulouse en six heures. Le trafic « grandes lignes » s'est fortement allégé depuis la mise en service du TGV Atlantique en 1990, la desserte de Toulouse se faisant désormais également par TGV en quatre heures et demie minimum par la LGV Atlantique, la ligne de Paris-Austerlitz à Bordeaux-Saint-Jean et la ligne de Bordeaux-Saint-Jean à Sète-Ville.

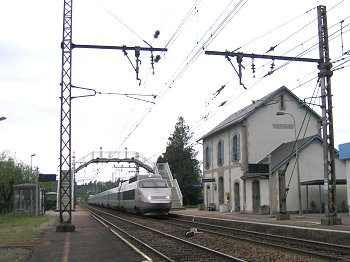
L'ancien TGV effectuant l'aller-retour Brive-la-Gaillarde – Lille-Europe, vu en 2008.

La ligne est souvent surnommée ligne « POLT », en référence au projet d'amélioration de son exploitation. Cet acronyme est formé des initiales des villes desservies par la ligne (P pour Paris, O pour Orléans, L pour Limoges et T pour Toulouse). L'axe est également parfois désigné par le sigle PALITO (Paris, Limoges, Toulouse) ou par le sigle POLLT (Paris, Orléans, La Souterraine, Limoges, Toulouse).
Un projet de TGV pendulaire baptisé « POLT », permettant de mettre Toulouse à moins de six heures de Paris, est envisagé au début des années 2000 et officiellement abandonné le 18 décembre 2003 au profit des lignes à grande vitesse Bordeaux – Toulouse et Poitiers – Limoges. La rame d'essais baptisée TGV P01 était originellement prévue pour effectuer cette liaison,
Entre décembre 2007 et mai 2016, un TGV effectuait quotidiennement un aller-retour Brive-la-Gaillarde – Lille-Europe via Juvisy, avant d'être supprimé à la fin du mois de mai 2016. Entre le mois de juillet 2008 et le mois de juillet 2009, ce TGV aura transporté 130 000 voyageurs.
En 2019, l'État a commandé 26 trains neufs, spécifiquement destinés aux lignes Paris – Clermont-Ferrand et Paris – Limoges – Toulouse ; ils sont capables de rouler à 200 km/h.
En décembre 2020, le service Intercités 100 % Éco (initialement appelé Téoz Éco), qui effectuait un aller-retour quotidien Paris-Austerlitz – Toulouse-Matabiau depuis mai 2010, est supprimé. Toutefois, cet aller-retour est remplacé par un Intercité « classique » ce qui représente donc trois aller-retours entre Paris et Toulouse ; à cela s'ajoute, entre ces mêmes villes, un aller-retour quotidien en Intercités de nuit.

## Caractéristiques

### Tracé et profil
Au départ des Aubrais, la ligne traverse d'abord la Sologne, jusqu'à Vierzon, sur un tronçon quasiment rectiligne, qui est devenu en 1967 le premier en France apte au service régulier à 200 km/h.
La ligne rejoint ensuite Limoges-Bénédictins via Issoudun, Châteauroux, Argenton-sur-Creuse et Saint-Sulpice-Laurière (croisement de la ligne de Lyon à Bordeaux).
Passé Limoges, le tracé, dans les contreforts du Massif central, est beaucoup plus tourmenté jusqu'à Caussade, bien que Le Capitole ait été autorisé à circuler à 140 km/h sur ce tronçon.
La jonction avec la ligne de Bordeaux-Saint-Jean à Sète-Ville se fait à l'entrée de la gare de Montauban-Ville-Bourbon.
Le tracé comprend :
- 735 ouvrages en terre[17] ;
- 49 tunnels[18] ;
- 184 ponts-route[19] ;
- 427 ponts-rail[20] ;
- 15 passages souterrains[21] ;
- 12 passerelles[22].

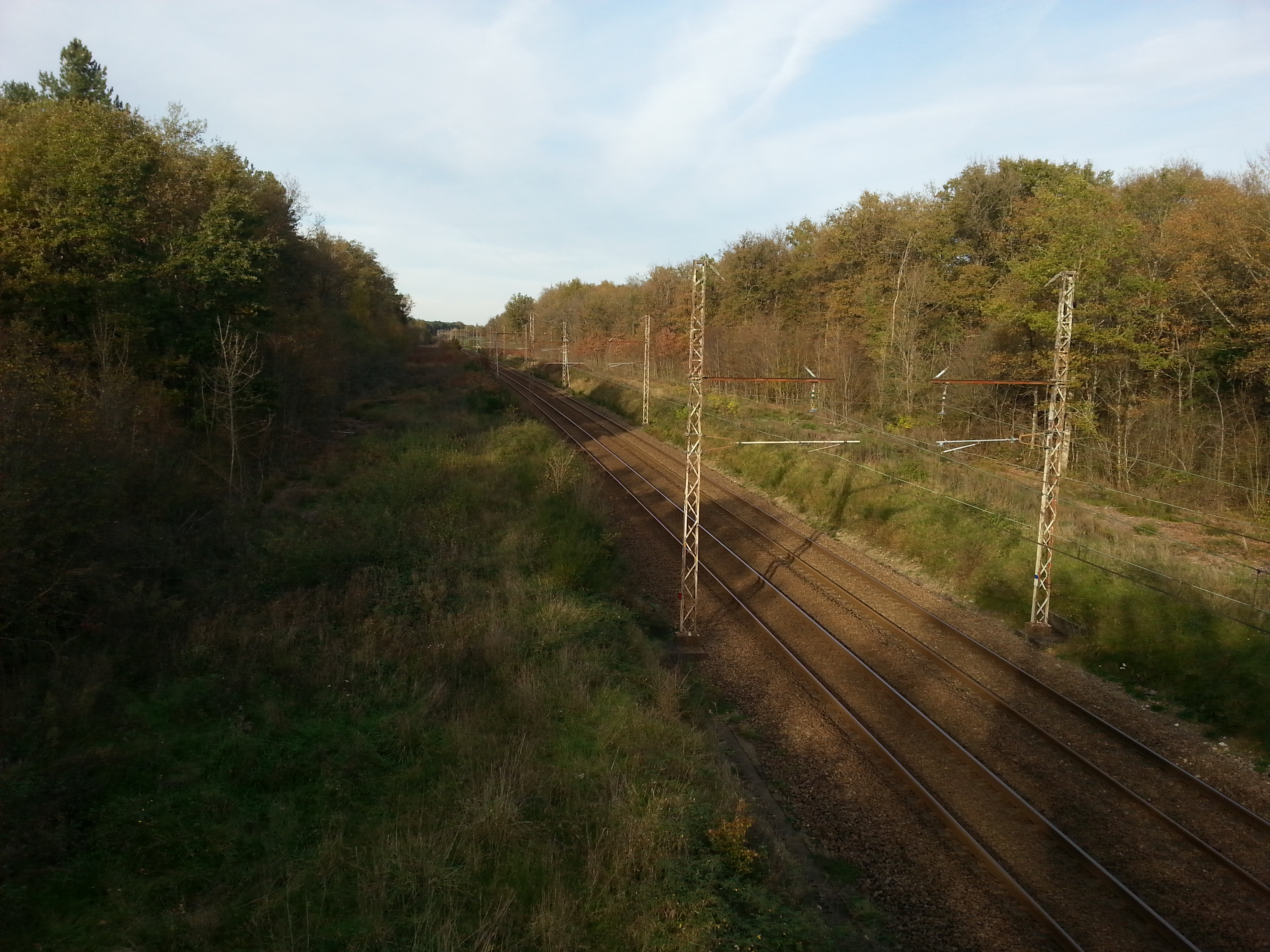
La ligne à Saint-Maur (36), en 2015.
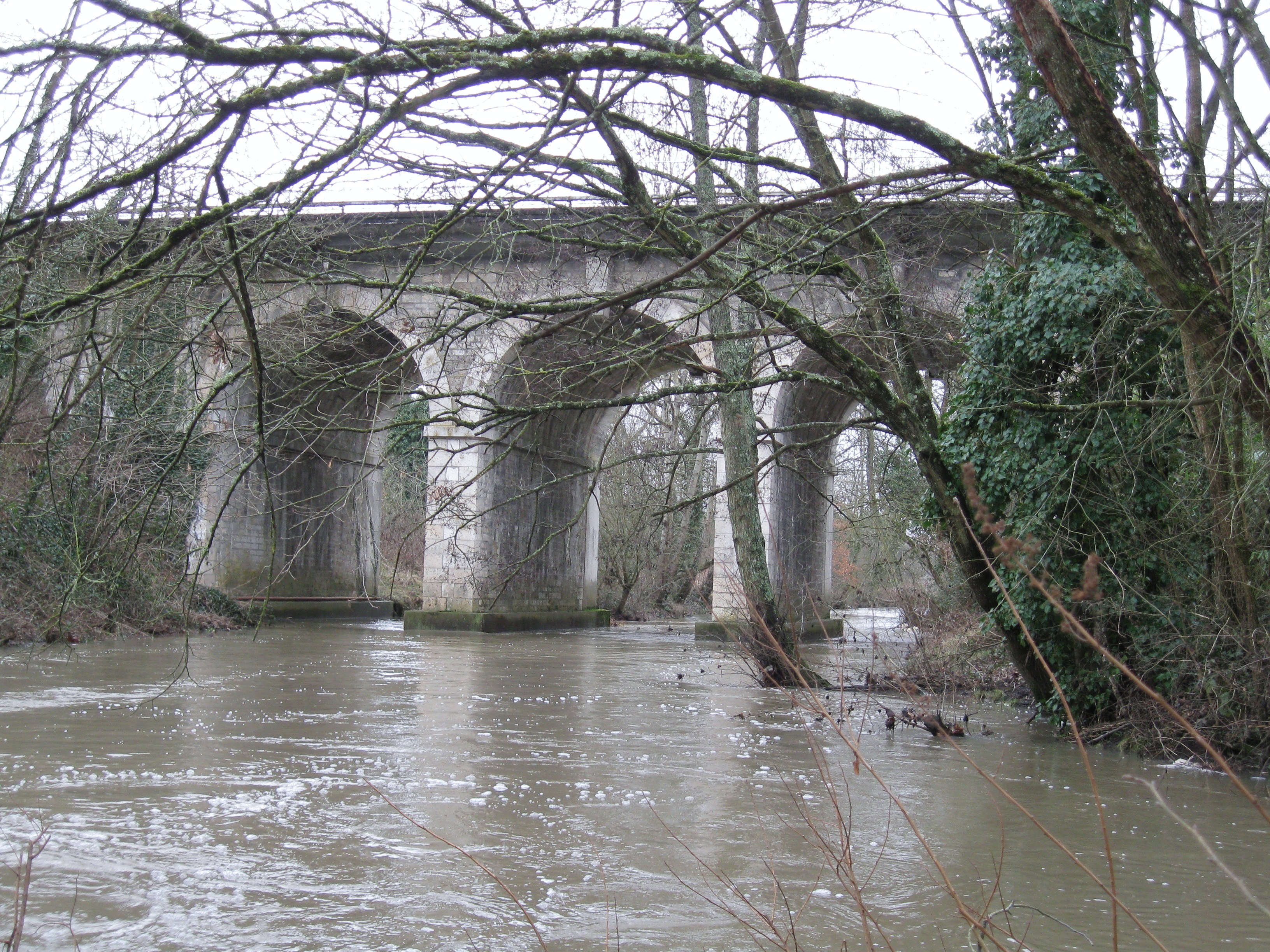
Le pont-rail du Beuvron à Lamotte-Beuvron (41), en 2009.

#### Principaux ouvrages d'art
La ligne, construite entre 1890 et 1910, comporte de nombreux ouvrages d'art, parfois spectaculaires pour l'époque :
- Entre Orléans et Saint-Jean-le-Blanc : pont de Vierzon, sur la Loire (460 m, 12 arches).
- Vierzon : tunnel de l'Alouette (1 237 m).
- Tunnel des Roches (1 005 m).
- Viaduc de la Bouzanne (244 m).
- Tunnel de la Souterraine (704 m), dit aussi La Jéraphie.
- Viaduc de Rocherolles.
- Tunnel de Laurière (80 m) dit aussi Le Combeau.
- Limoges : tunnel des Bénédictins (1 024 m).
- Viaduc de la Vienne (423 m).
- Viaduc de Lamothe (574 m).
- Viaduc de la Borrèze (571 m)[23].
- Viaduc de Calamane (308 m).
- Après Saint-Sulpice-Laurière, tunnel du Puycourti (800 m environ).
- Tranchée de Nouillas, comportant deux galeries : une de 52 m et l'autre de 50 m, distantes chacune de 600 m environ (ce devait être un tunnel mais, lors de sa construction, il y eut un éboulement).
- Après Limoges : tunnel du Pouzol (700 m environ).
- Entre Uzerche et Allassac : 13 tunnels sur une section de 13 km dans les gorges de la Vézère.

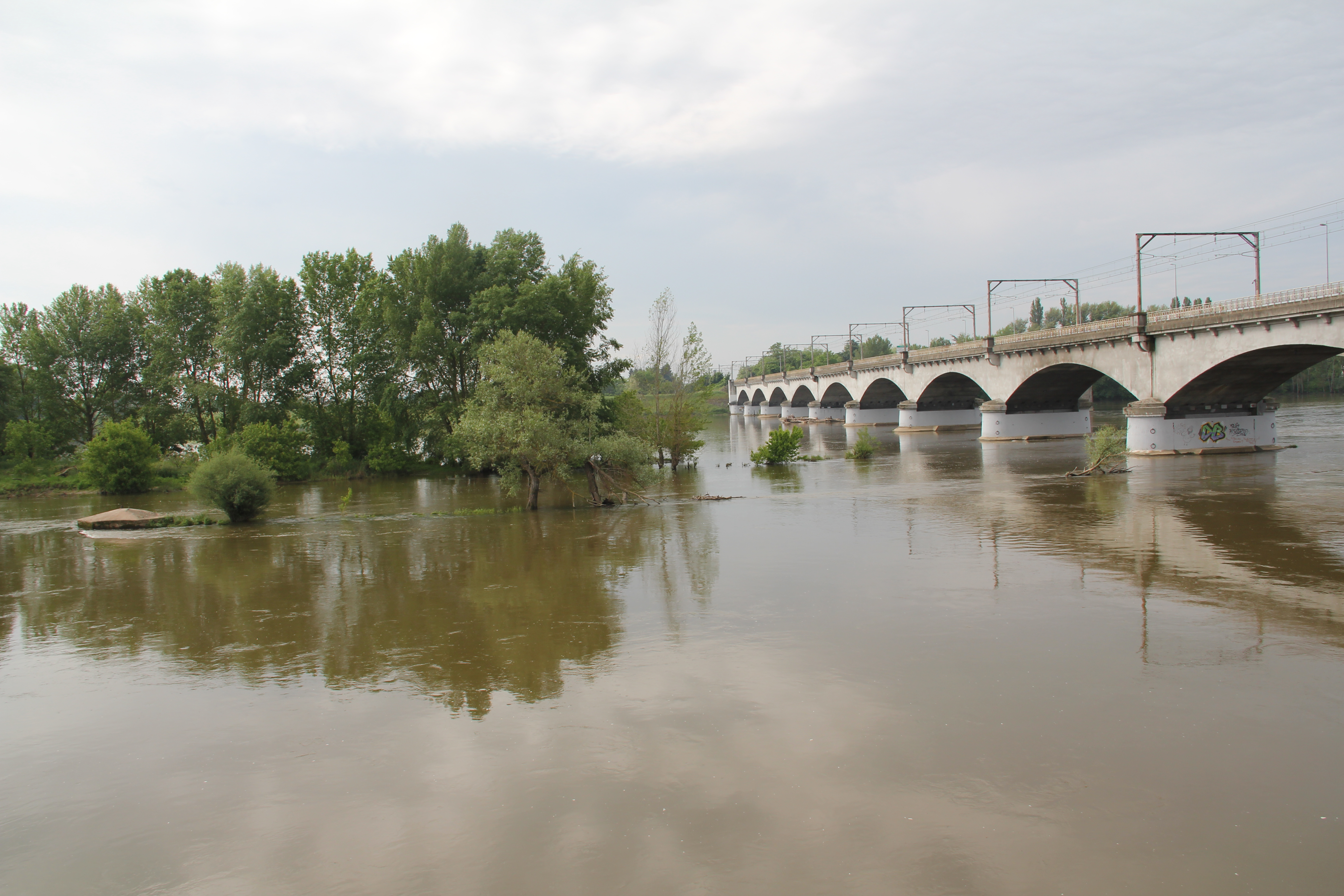
Le pont de Vierzon, en 2016.
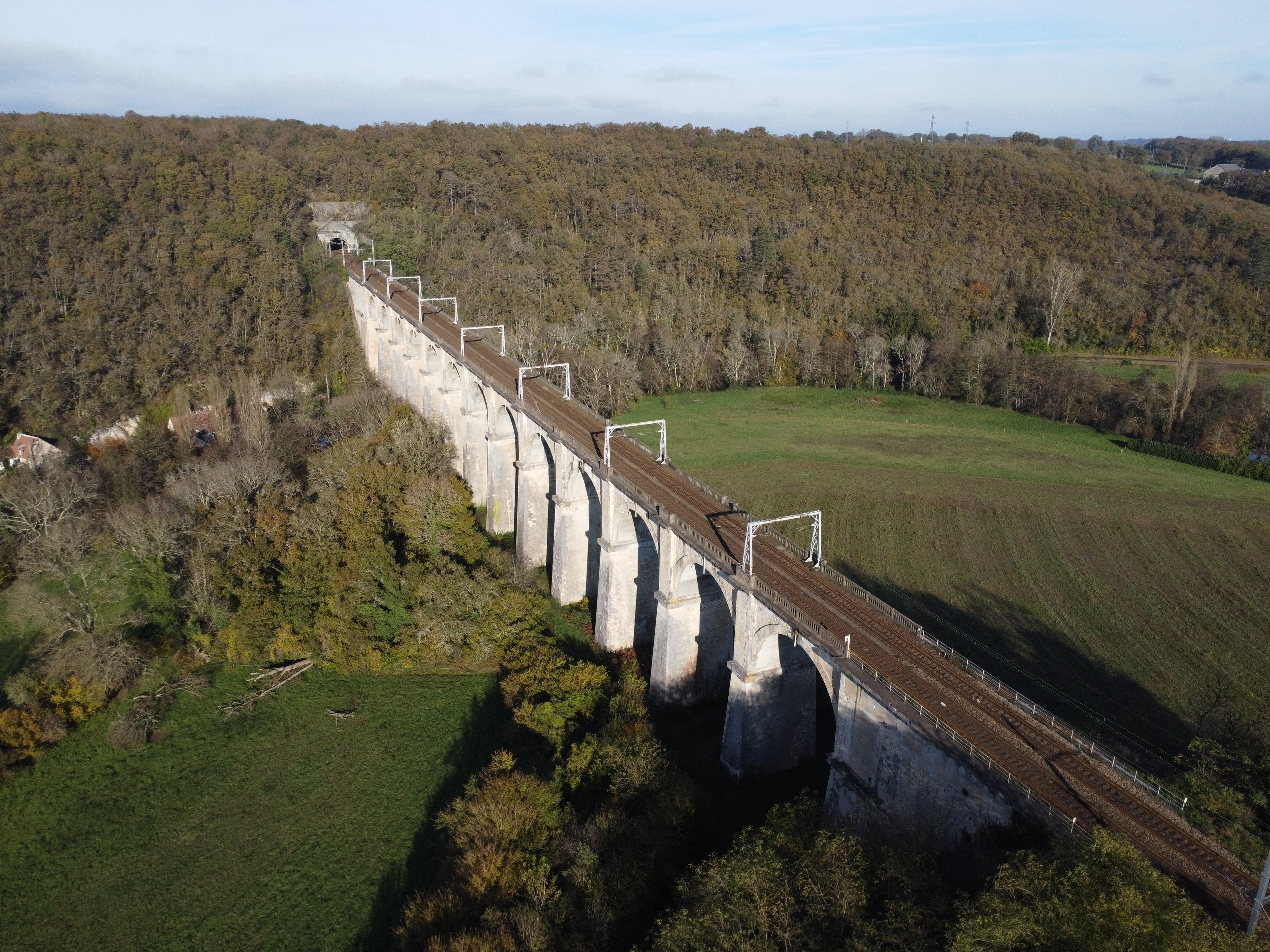
Le viaduc de la Bouzanne, en 2024.
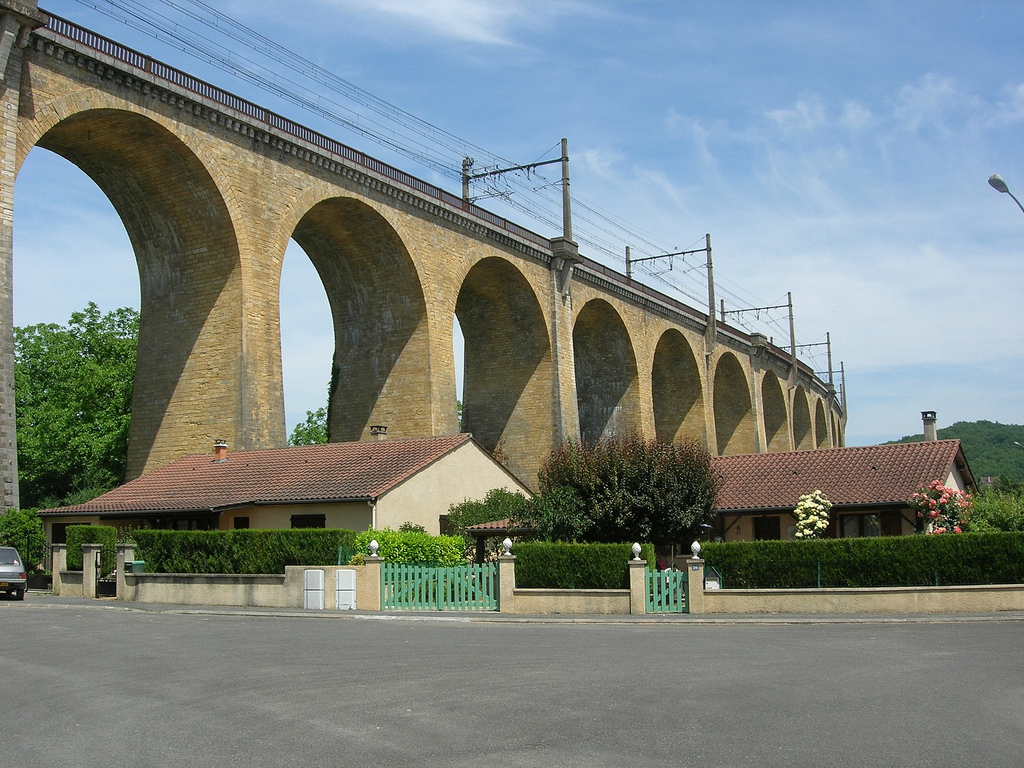
Le viaduc de la Borrèze, en 2006.
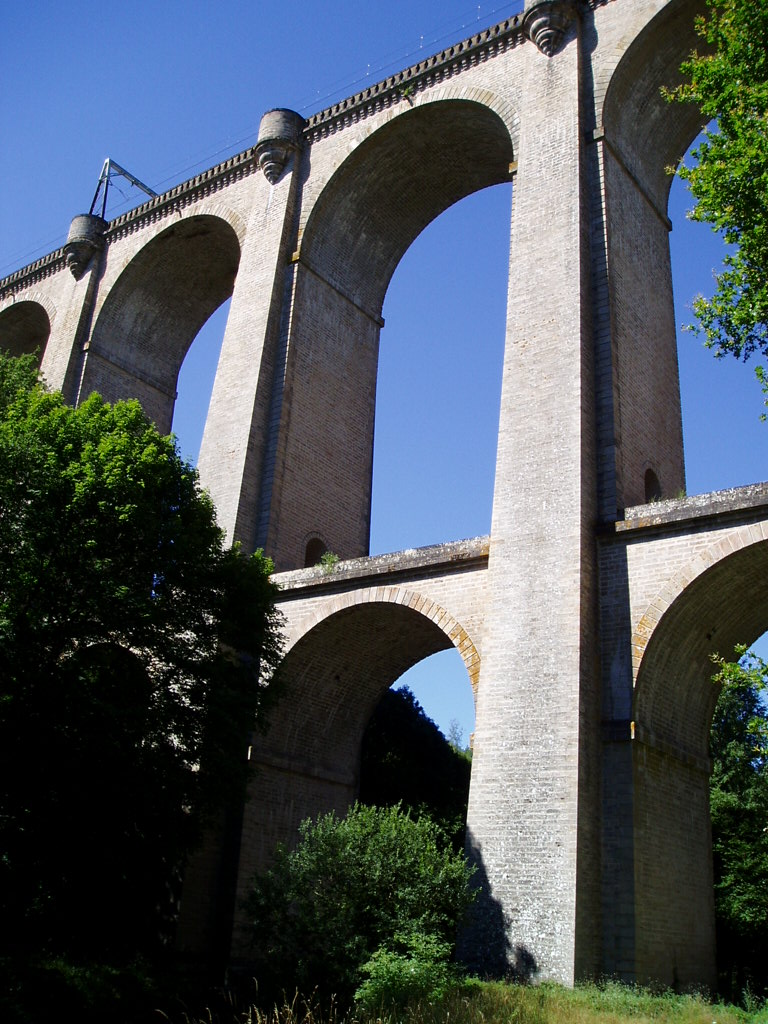
Le viaduc de Rocherolles, en 2006.

### Équipement
La totalité de la ligne est électrifiée en 1 500 V continu, et est alimentée via 43 sous-stations électriques.
Elle est équipée de la signalisation par block automatique lumineux (BAL).
Elle comporte en général deux voies, avec quelques sections à trois ou quatre voies.
La ligne est également équipée du contrôle de vitesse par balises (KVB), sur son intégralité.
On trouve aussi 118 stations radio fixes.

Sous-station Les Vignes, en 2015
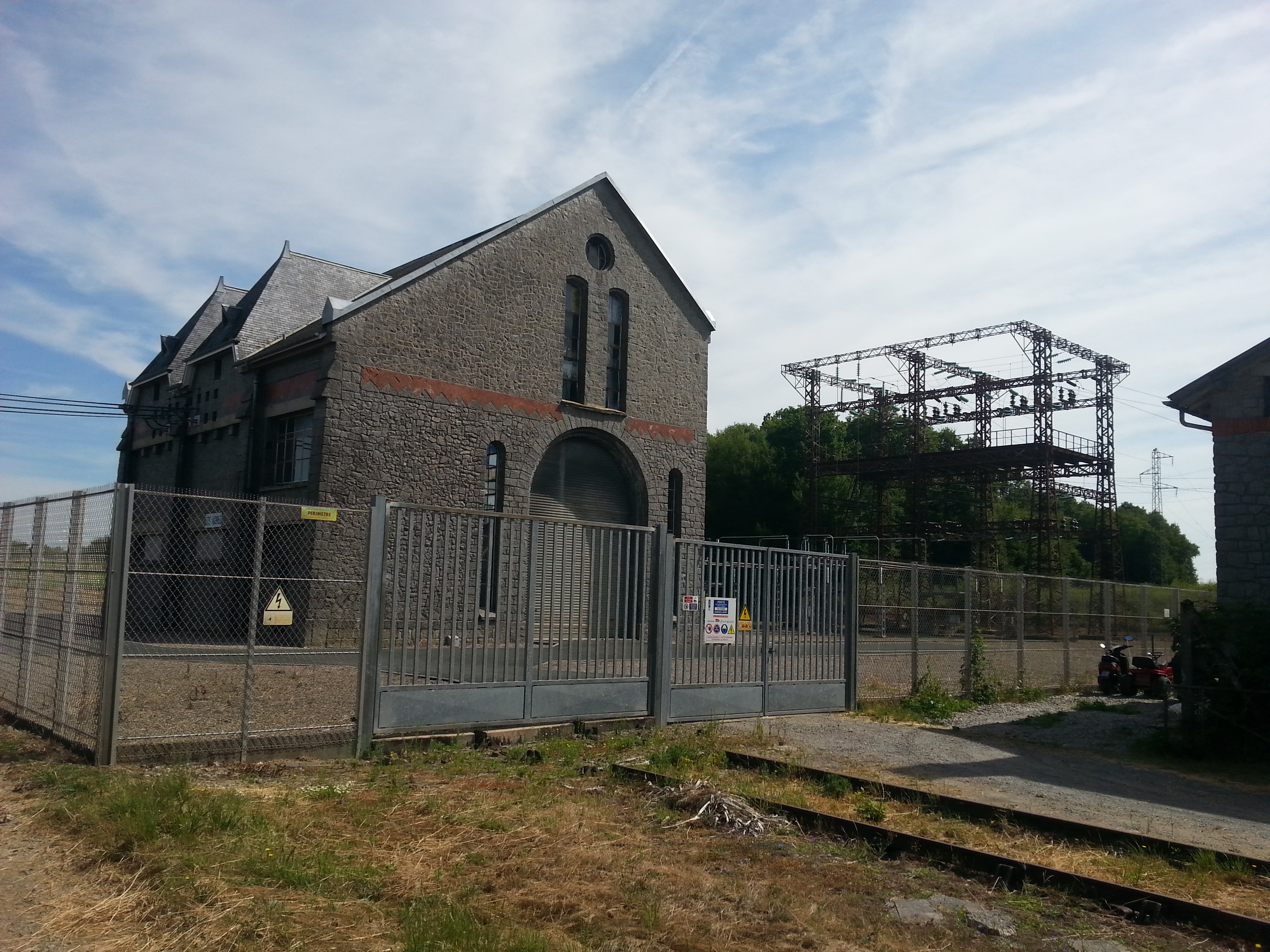
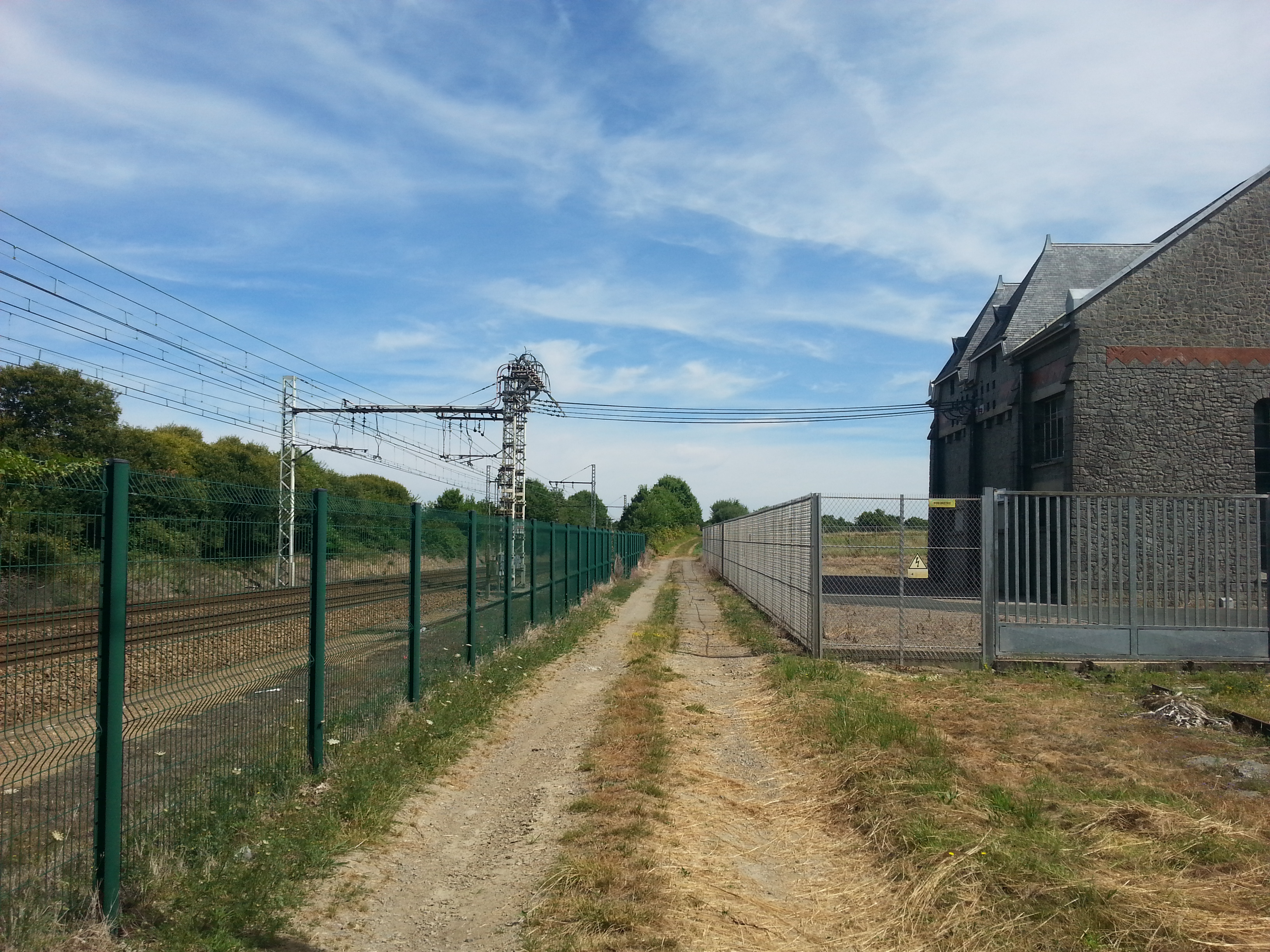

### Vitesses limites
Pour des raisons techniques, il est temporairement impossible d'afficher le graphique qui aurait dû être présenté ici.

| Situation                                          | Commune                   | PK début | Situation                                          | Commune                   | PK fin  | Vitesse (km/h) |
| -------------------------------------------------- | ------------------------- | -------- | -------------------------------------------------- | ------------------------- | ------- | -------------- |
| Bifurcation Les Aubrais                            | Fleury-les-Aubrais        | 117,735  | Bifurcation Les Aubrais                            | Fleury-les-Aubrais        | 120,495 | 110            |
| Bifurcation Orléans                                | Orléans                   | 122,078  | Pont de Vierzon                                    | Orléans                   | 125,060 | 130            |
| Pont de Vierzon                                    | Orléans                   | 125,060  | Tunnel de l'Alouette                               | Vierzon                   | 195,459 | 200            |
| Tunnel de l'Alouette                               | Vierzon                   | 195,459  | Gare SNCF                                          | Vierzon                   | 201,148 | 160            |
| Gare SNCF                                          | Vierzon                   | 201,148  | Viaduc du Cher                                     | Vierzon                   | 206,600 | 150            |
| Viaduc du Cher                                     | Vierzon                   | 206,600  | Tunnel des Roches                                  | Le Pont-Chrétien-Chabenet | 285,000 | 160            |
| Tunnel des Roches                                  | Le Pont-Chrétien-Chabenet | 285,000  | Gare SNCF                                          | La Souterraine            | 341,000 | 150            |
| Gare SNCF                                          | La Souterraine            | 341,000  | Viaduc de Rocherolles                              | Bersac-sur-Rivalier       | 358,600 | 145            |
| Viaduc de Rocherolles                              | Bersac-sur-Rivalier       | 358,600  | Bifurcation Poitiers – Limoges Limoges – Angoulême | Limoges                   | 400,650 | 160            |
| Bifurcation Poitiers – Limoges Limoges – Angoulême | Limoges                   | 400,650  | Gare SNCF                                          | Limoges                   | 401,150 | 100            |
| Gare SNCF                                          | Limoges                   | 401,150  | Gare SNCF                                          | Pierre-Buffière           | 421,711 | 110            |
| Gare SNCF                                          | Pierre-Buffière           | 421,711  | Gare SNCF                                          | Vicq-sur-Breuilh          | 433,411 | 120            |
| Gare SNCF                                          | Vicq-sur-Breuilh          | 433,411  | Gare SNCF                                          | La Porcherie              | 445,000 | 110            |
| Gare SNCF                                          | La Porcherie              | 445,000  | Gare SNCF                                          | Salon-la-Tour             | 451,000 | 120            |
| Gare SNCF                                          | Salon-la-Tour             | 451,000  | Tunnel de Saillant                                 | Allassac                  | 481,006 | 110            |
| Tunnel de Saillant                                 | Allassac                  | 481,006  | Gare SNCF                                          | Donzenac                  | 488,000 | 120            |
| Gare SNCF                                          | Donzenac                  | 488,000  | Viaduc de la Corrèze                               | Brive-la-Gaillarde        | 494,000 | 130            |
| Viaduc de la Corrèze                               | Brive-la-Gaillarde        | 494,000  | Gare SNCF                                          | Brive-la-Gaillarde        | 499,958 | 120            |
| Gare SNCF                                          | Brive-la-Gaillarde        | 499,958  | Gare SNCF                                          | Caussade                  | 640,011 | 110            |
| Gare SNCF                                          | Caussade                  | 640,011  | Bifurcation Bordeaux – Sète                        | Montauban                 | 663,143 | 160            |

## Desserte

### Gares

#### Gares en service
- Les Aubrais (et Orléans)
- Saint-Cyr-en-Val - La Source
- La Ferté-Saint-Aubin
- Lamotte-Beuvron
- Nouan-le-Fuzelier
- Salbris
- Theillay
- Vierzon-Ville
- Vierzon-Forges
- Reuilly
- Sainte-Lizaigne
- Issoudun
- Neuvy-Pailloux
- Montierchaume
- Châteauroux
- Luant
- Lothiers
- Chabenet
- Argenton-sur-Creuse
- Celon
- Éguzon
- Saint-Sébastien
- La Souterraine
- Fromental
- Bersac
- Saint-Sulpice-Laurière
- La Jonchère
- Ambazac
- Les Bardys
- Le Palais
- Limoges-Puy-Imbert
- Limoges-Bénédictins
- Solignac - Le Vigen
- Pierre-Buffière
- Magnac - Vicq
- Saint-Germain-les-Belles
- La Porcherie
- Masseret
- Uzerche
- Vigeois
- Allassac
- Brive-la-Gaillarde
- Gignac - Cressensac
- Souillac
- Gourdon
- Dégagnac
- Cahors
- Lalbenque - Fontanes
- Caussade
- Albias
- Montauban-Ville-Bourbon

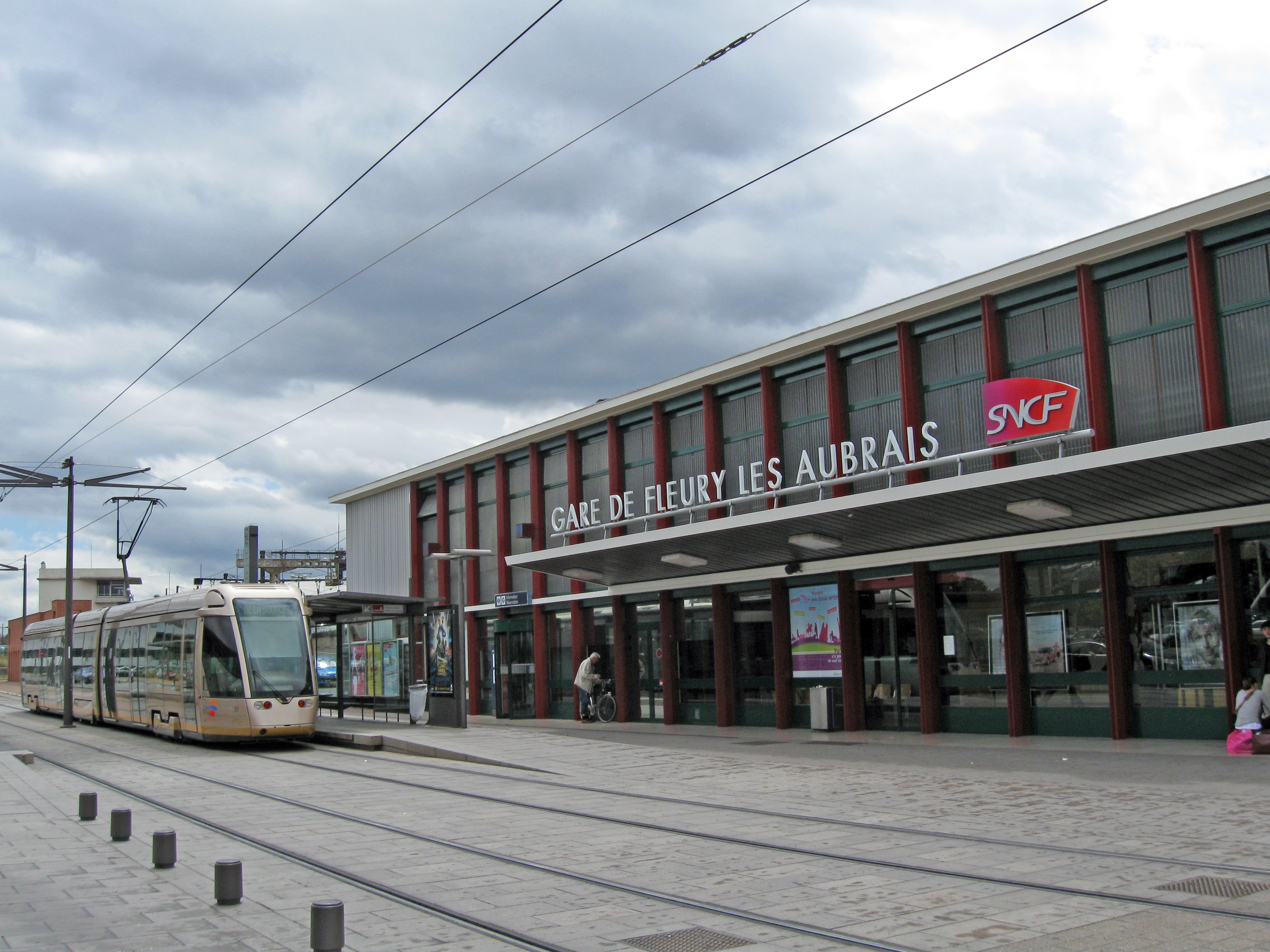
La gare des Aubrais en 2008.
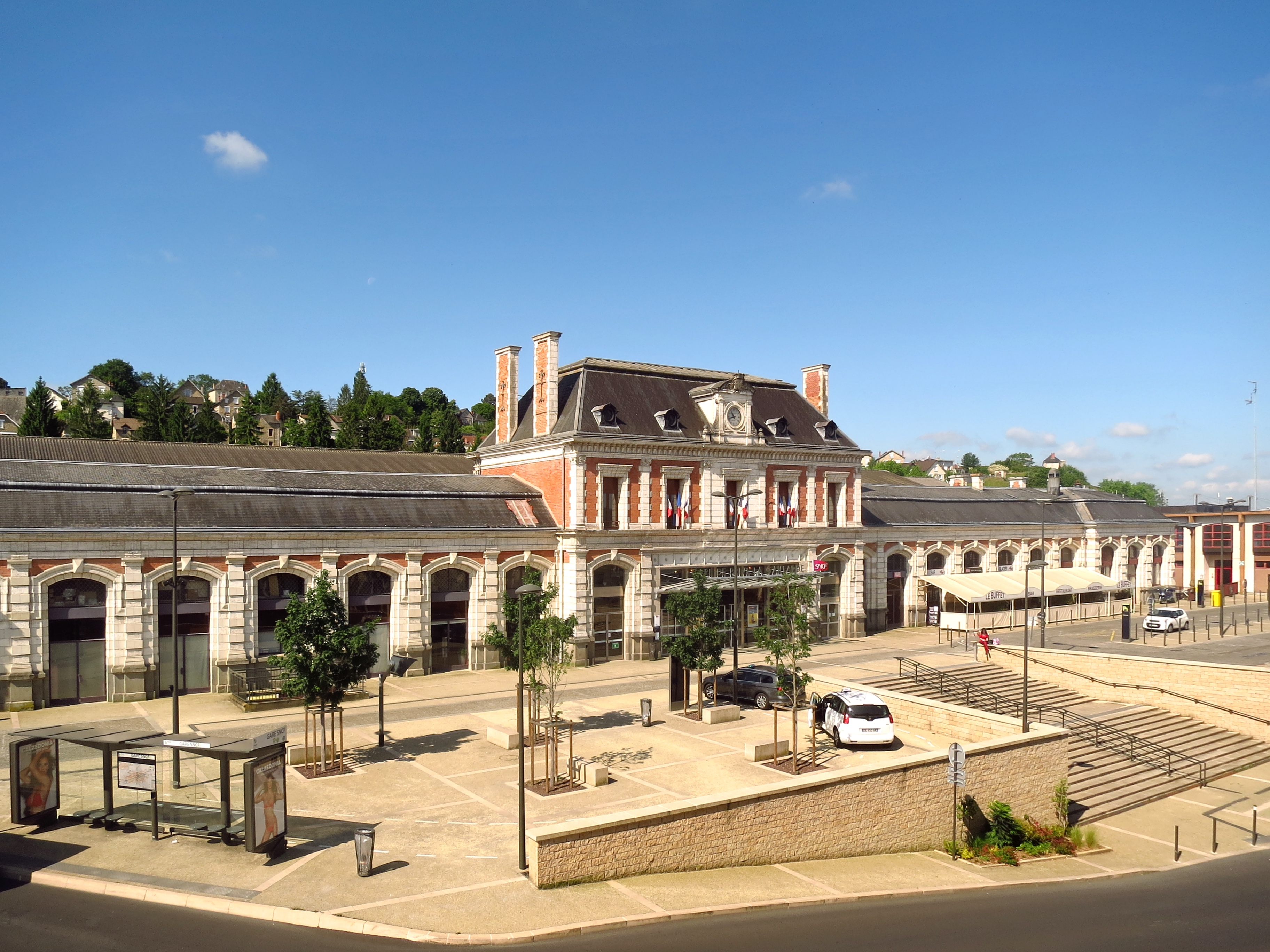
La gare de Brive-la-Gaillarde en 2016.
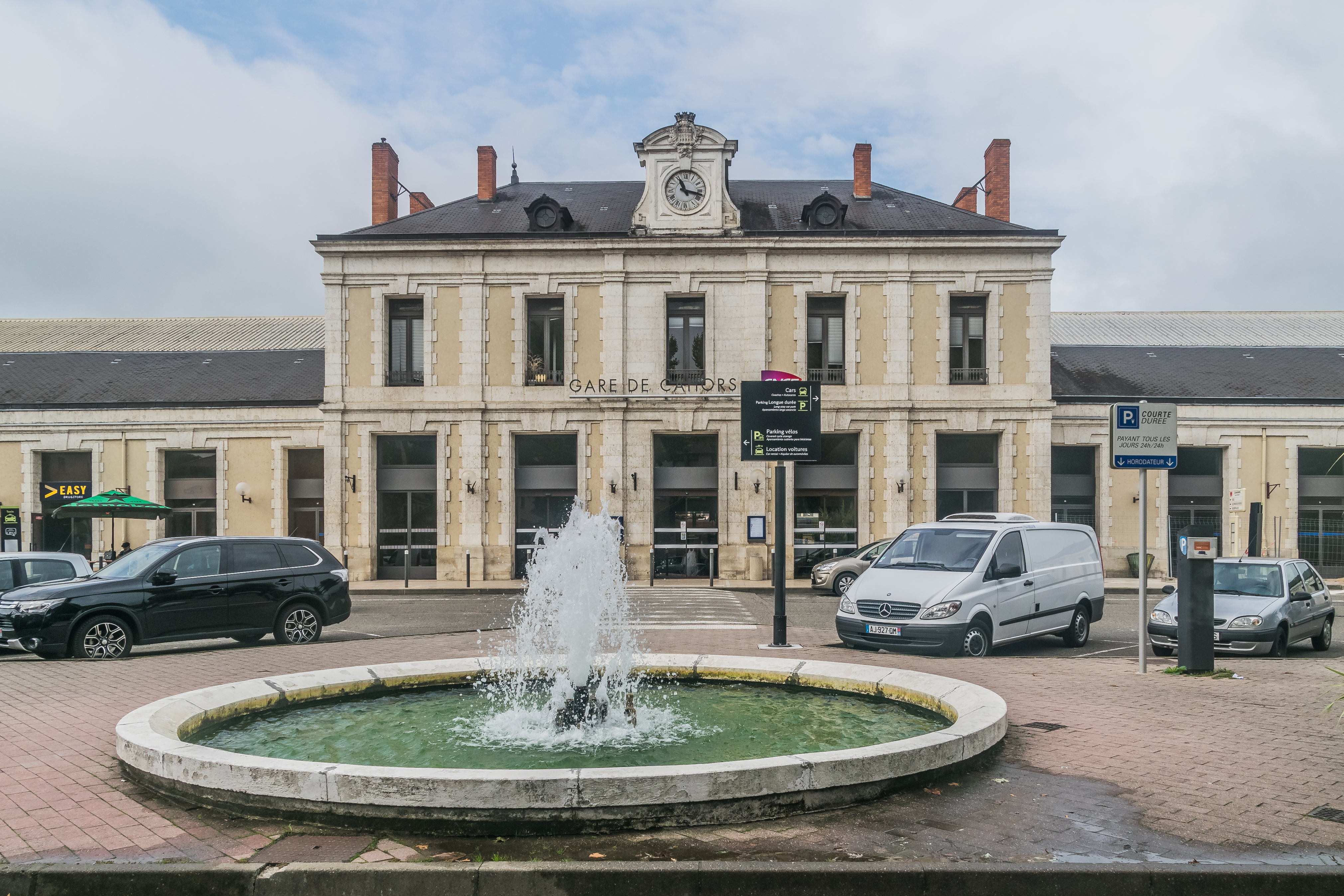
La gare de Cahors en 2017.
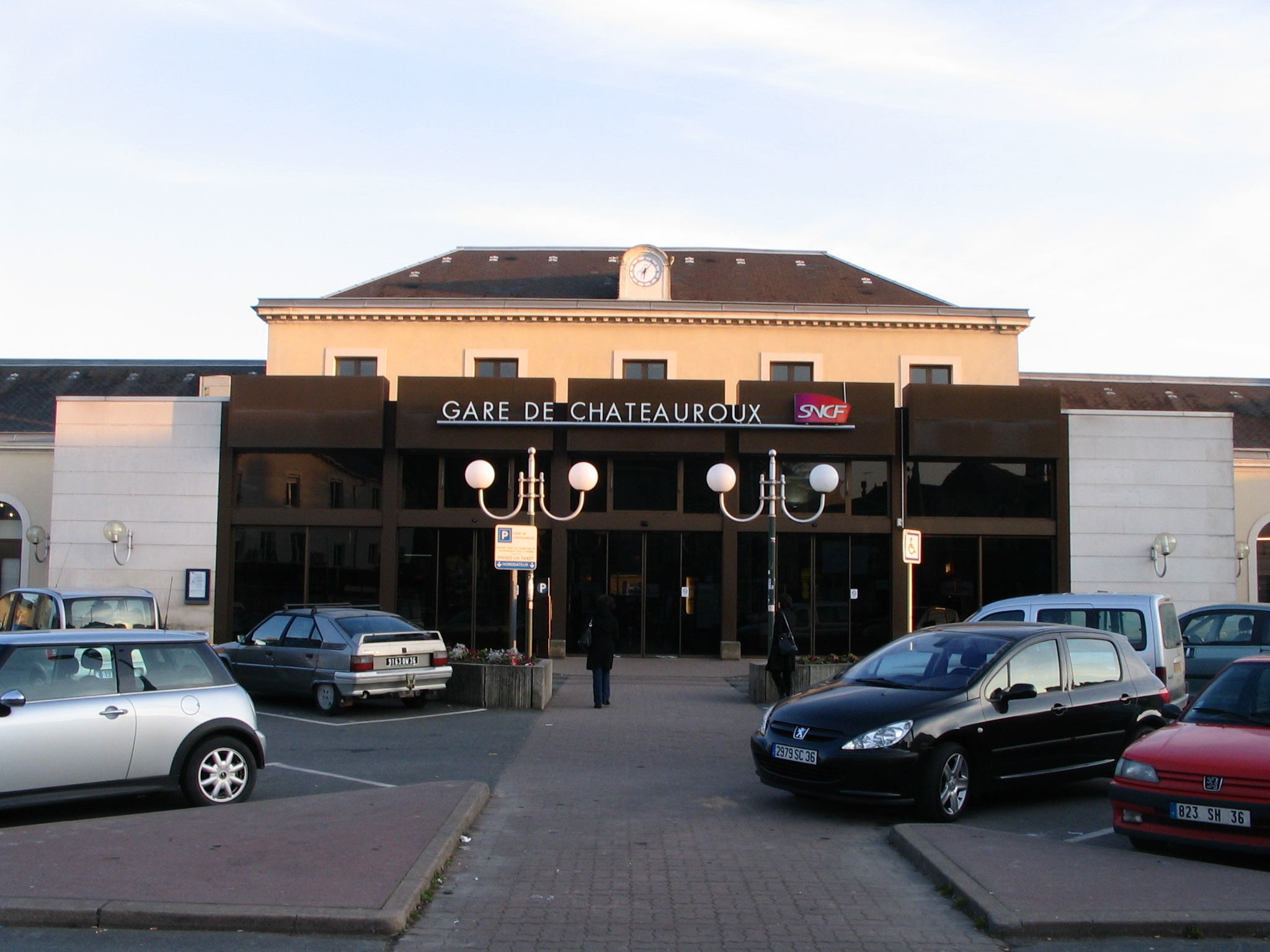
La gare de Châteauroux en 2009.
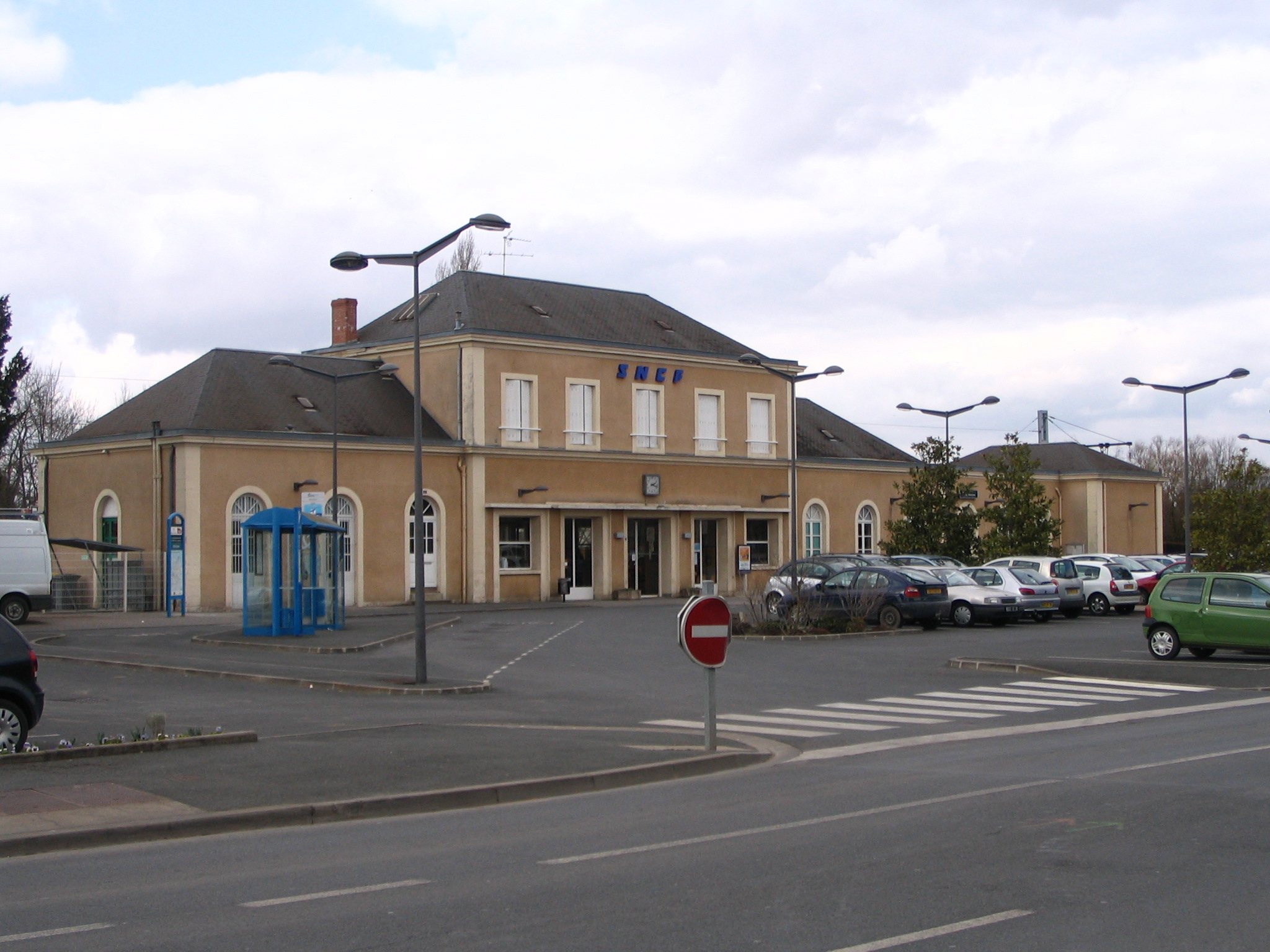
La gare d'Issoudun en 2009.

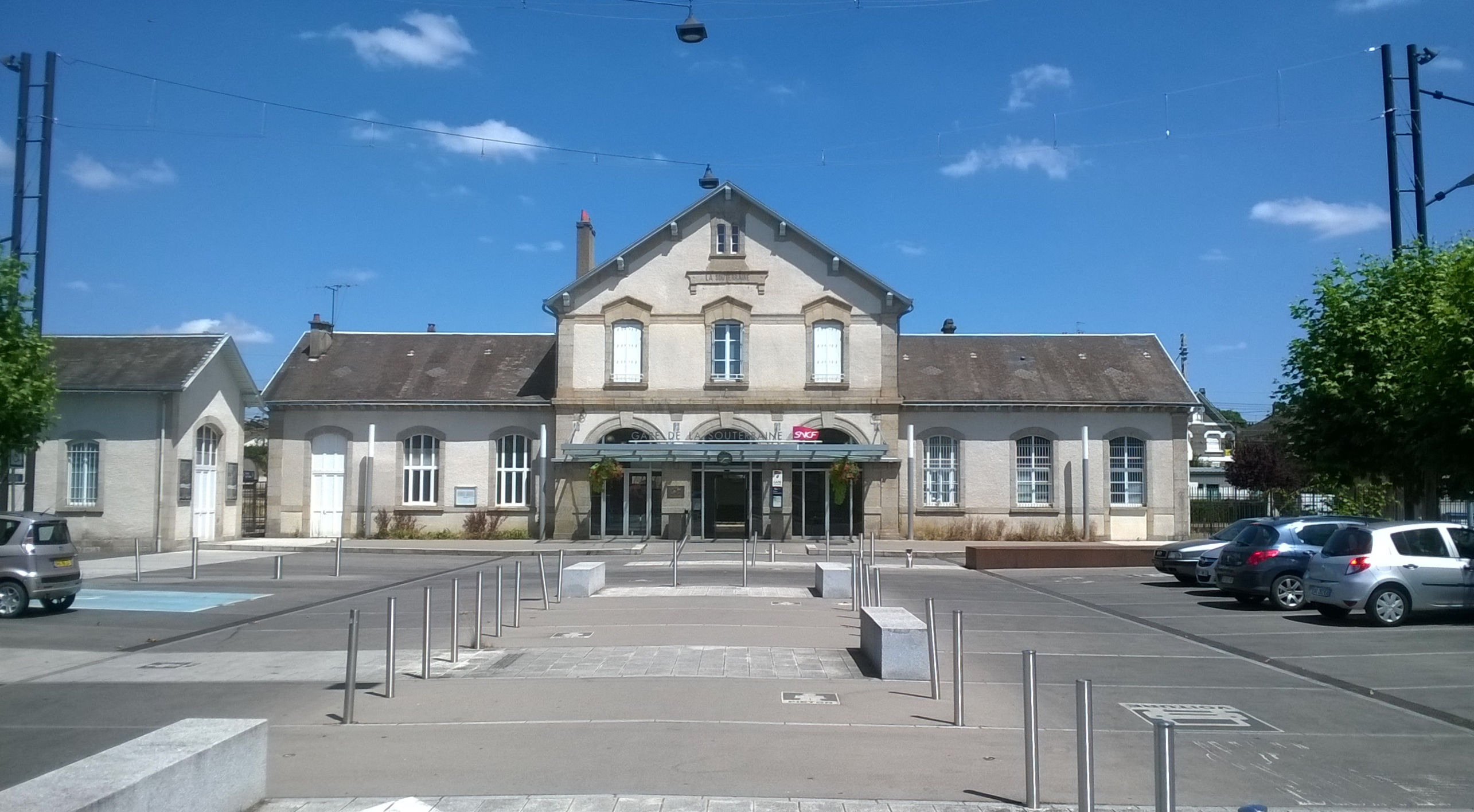
La gare de La Souterraine en 2015.
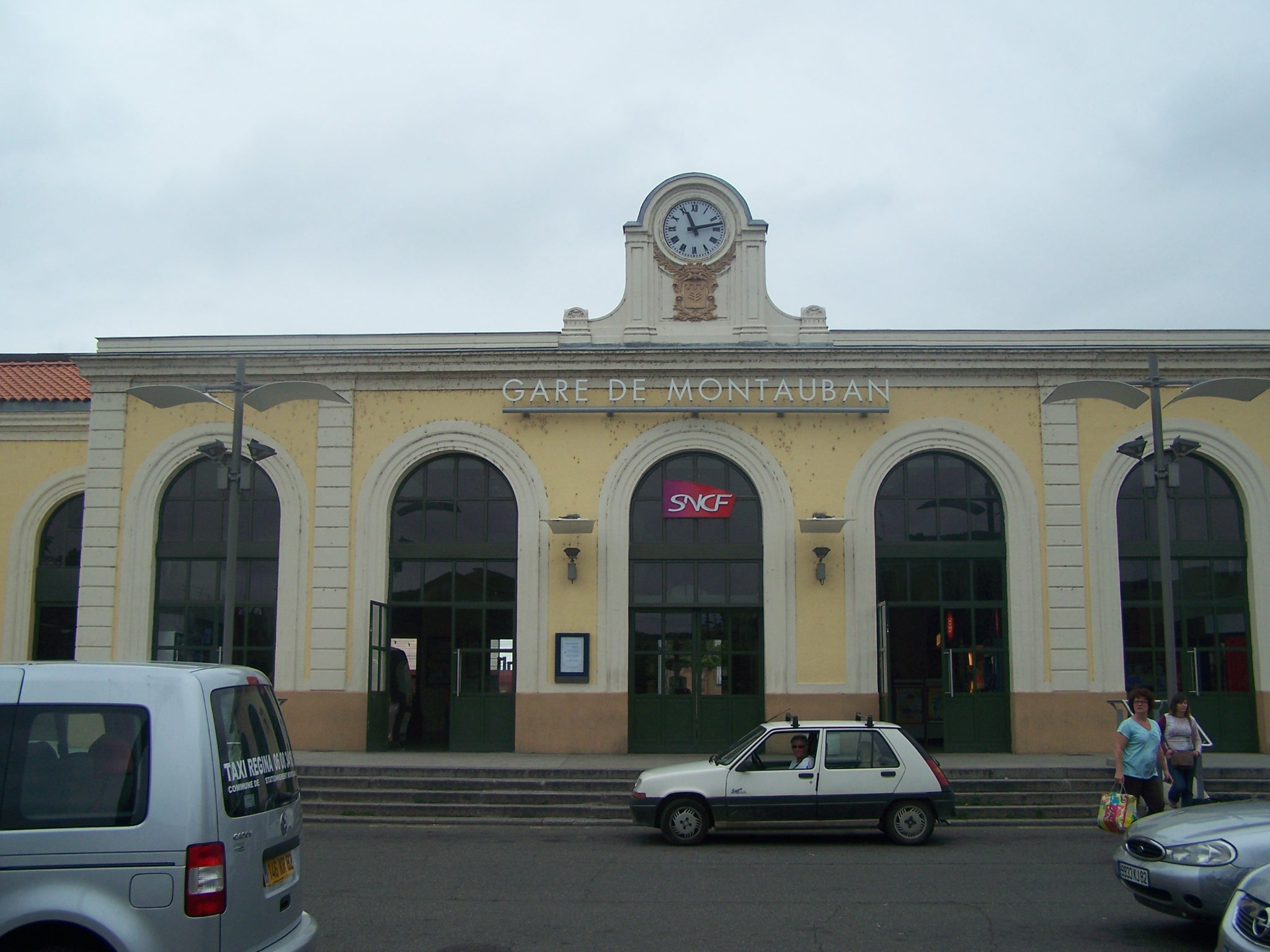
La gare de Montauban-Ville-Bourbon en 2008.
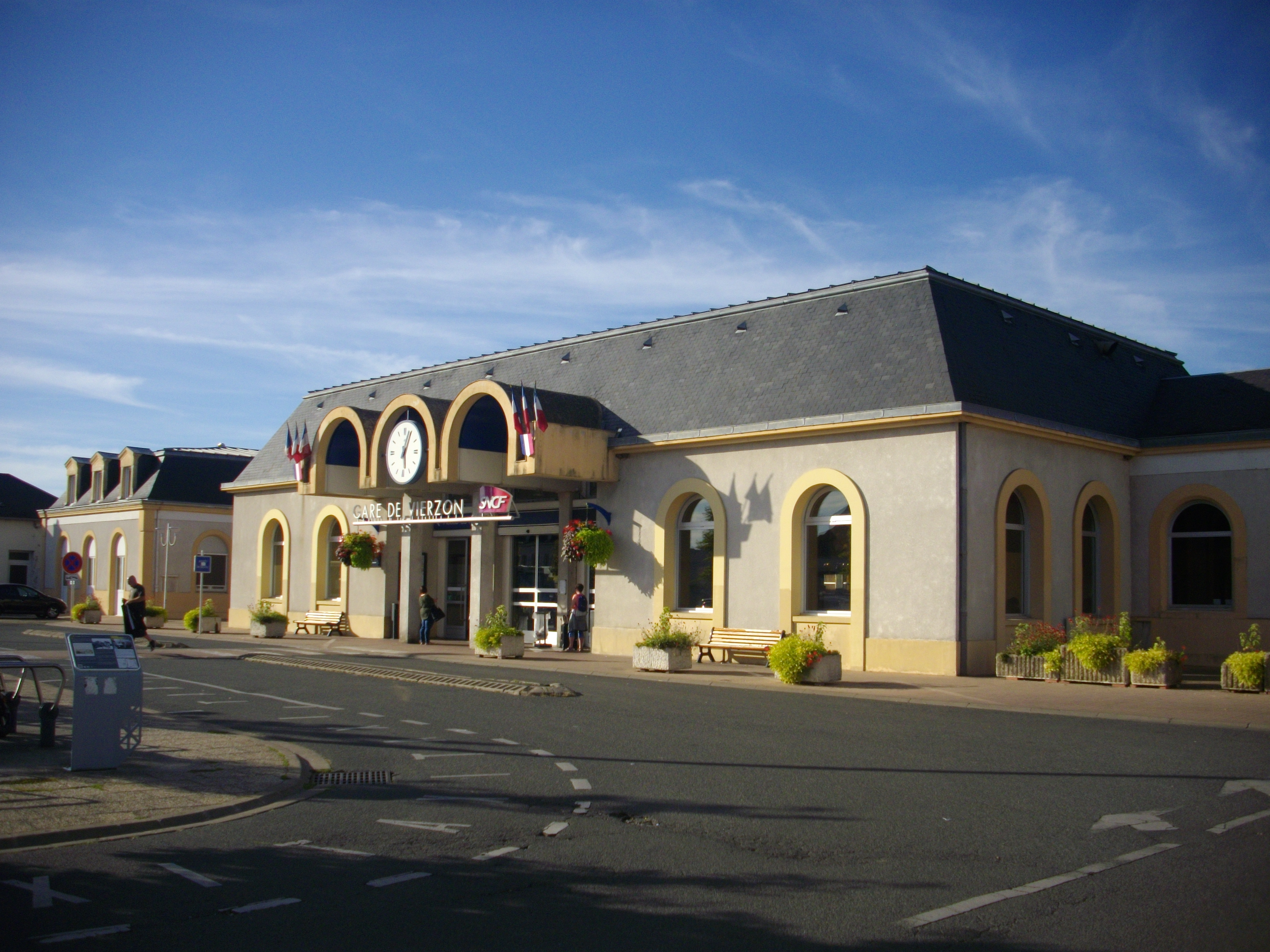
La gare de Vierzon-Ville en 2018.

#### Gares fermées ou désaffectées
- Vouzon
- Chéry - Lury
- Diou
- Déols
- Forgevieille
- Glanges
- Salon-la-Tour
- Estivaux
- Donzenac
- Ussac
- Noailles
- Chasteaux
- Cazoulès
- La Chapelle-de-Mareuil
- Lamothe-Fénelon
- Anglars-Nozac
- Saint-Clair
- Thédirac - Peyrilles
- Saint-Denis-Catus
- Espère - Caillac
- Sept-Ponts
- Cieurac
- Montpezat-de-Quercy
- Borredon
- Réalville
- Fonneuve

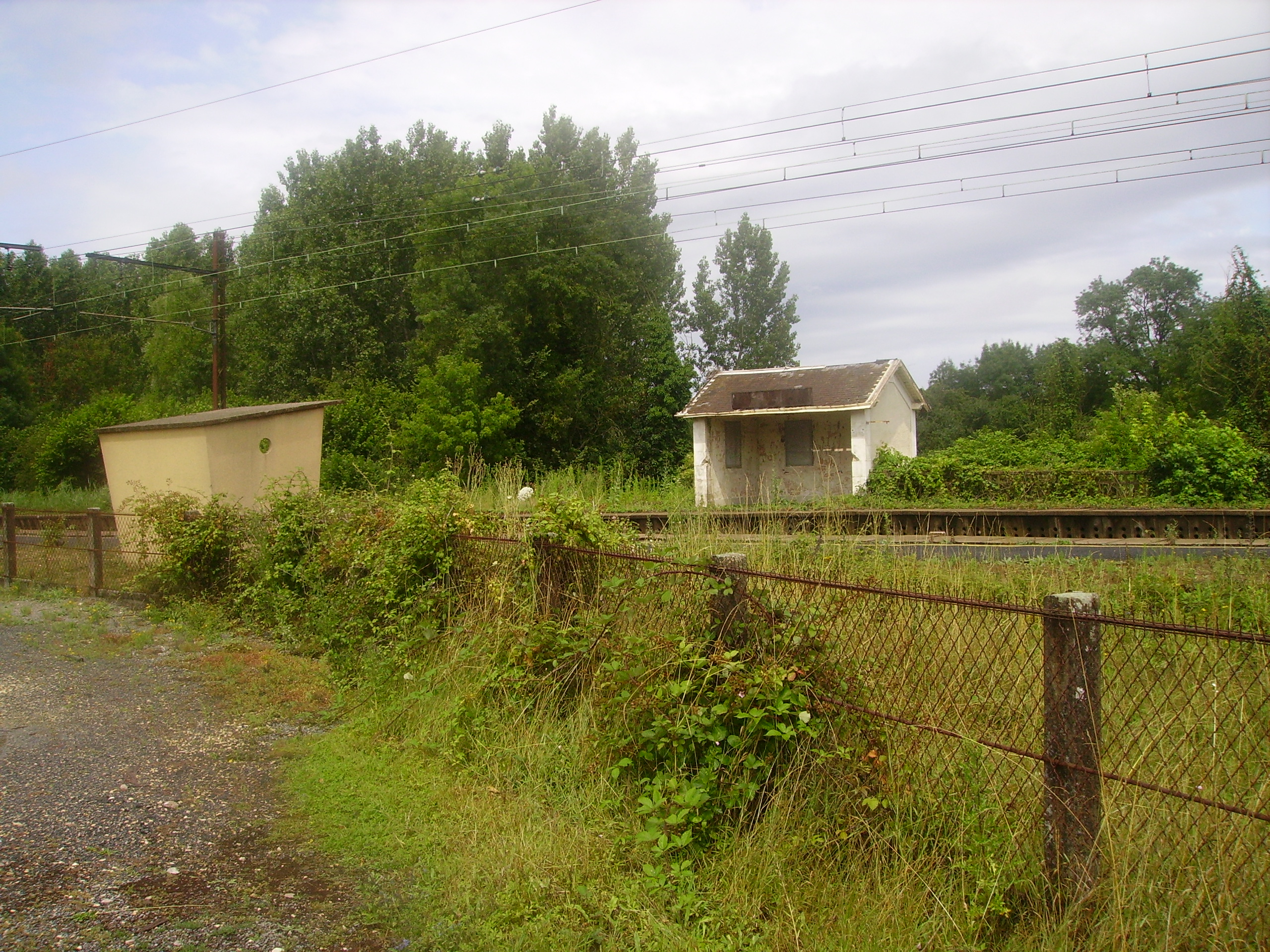
La gare de Chéry - Lury en 2010.
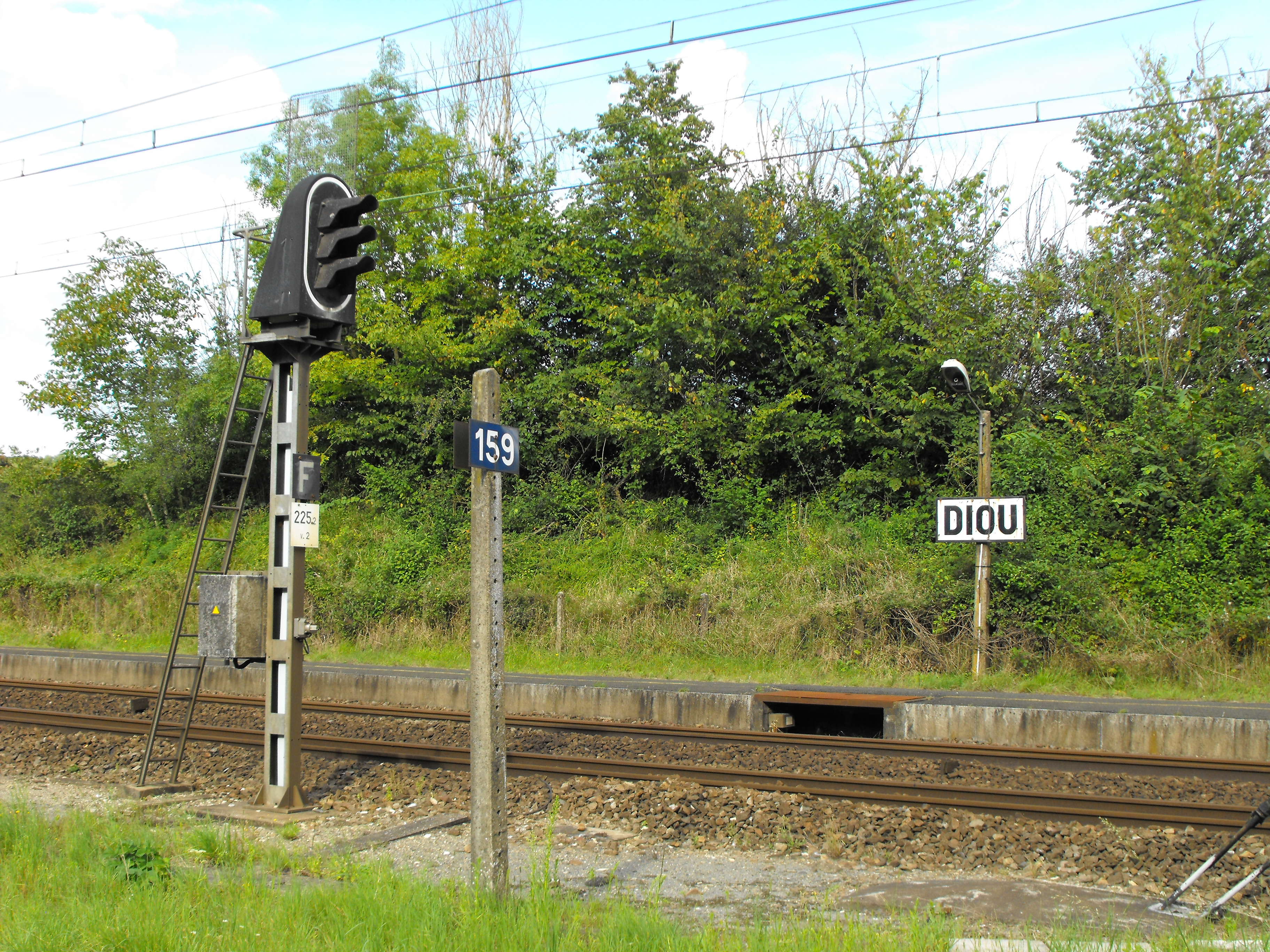
La gare de Diou en 2010.

### Trafic

#### Grandes Lignes

##### Intercités de jour
Les trains Intercités de jour effectuent des allers et retours entre Paris-Austerlitz et Brive-la-Gaillarde, Cahors ou Toulouse-Matabiau.
Les rames font sept ou quatorze voitures et sont composées de matériel « Corail », décliné en version « Téoz » 1re et 2e classe, version « Corail Plus » 1re et 2e classe et la nouvelle version « Carmillon » 1re et 2e classe. Les rames se composent, en général, de six voitures à salles et une voiture à compartiments. Dans les rames « Téoz », la voiture à compartiments est remplacée par la voiture services comprenant un service de restauration ambulante, des distributeurs, une salle de jeu, une table à langer et des compartiments familles.
La traction est assurée par des BB 26000 ; on trouve parfois également des BB 22200 et des BB 7200. Ces machines sont aptes à la circulation à 200 km/h.
Jusqu'en décembre 2015, des Intercités diurnes Paris – Toulouse – Cerbère ont circulé quotidiennement.

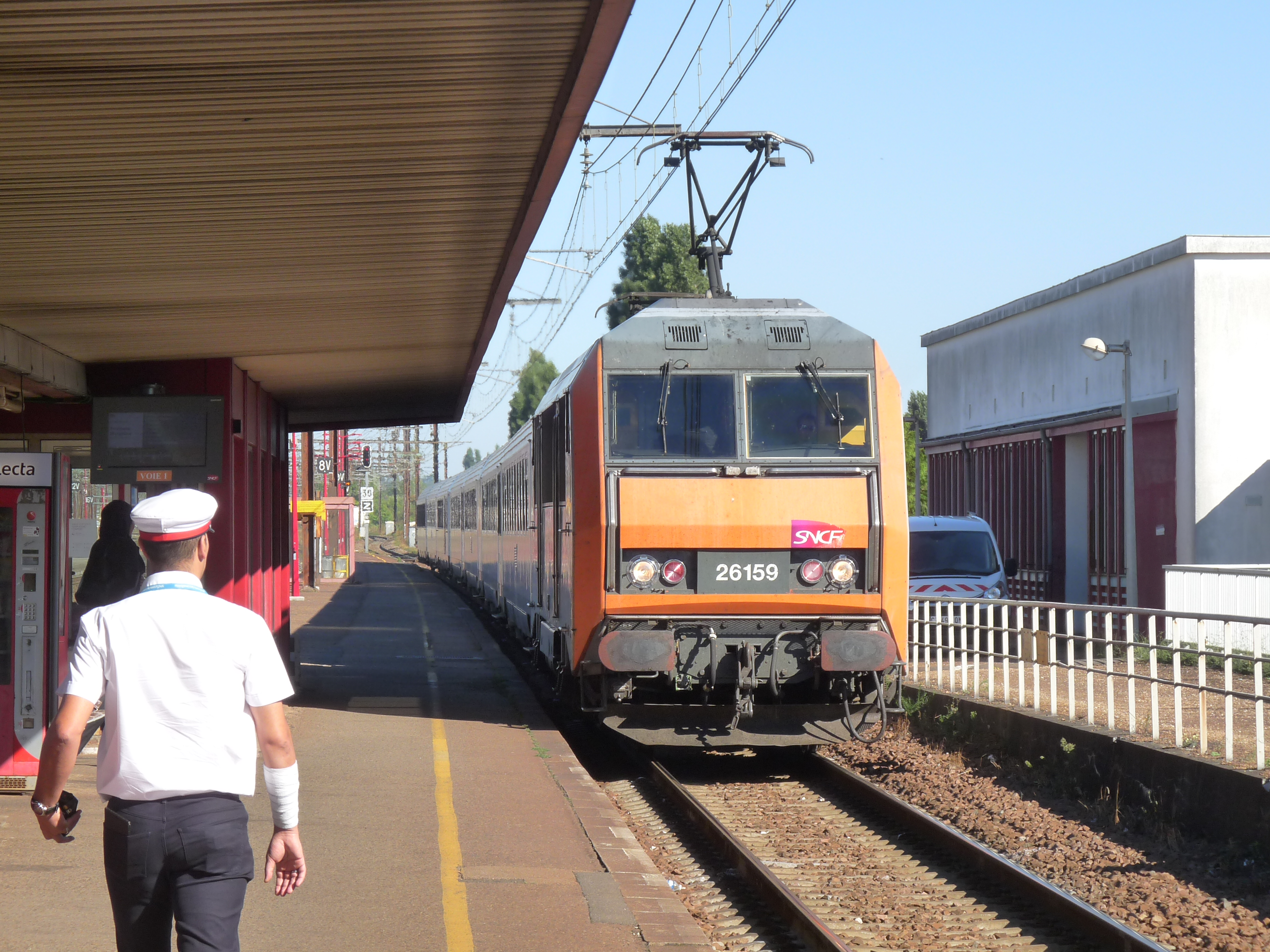
Intercités à Fleury-les-Aubrais, en 2016.
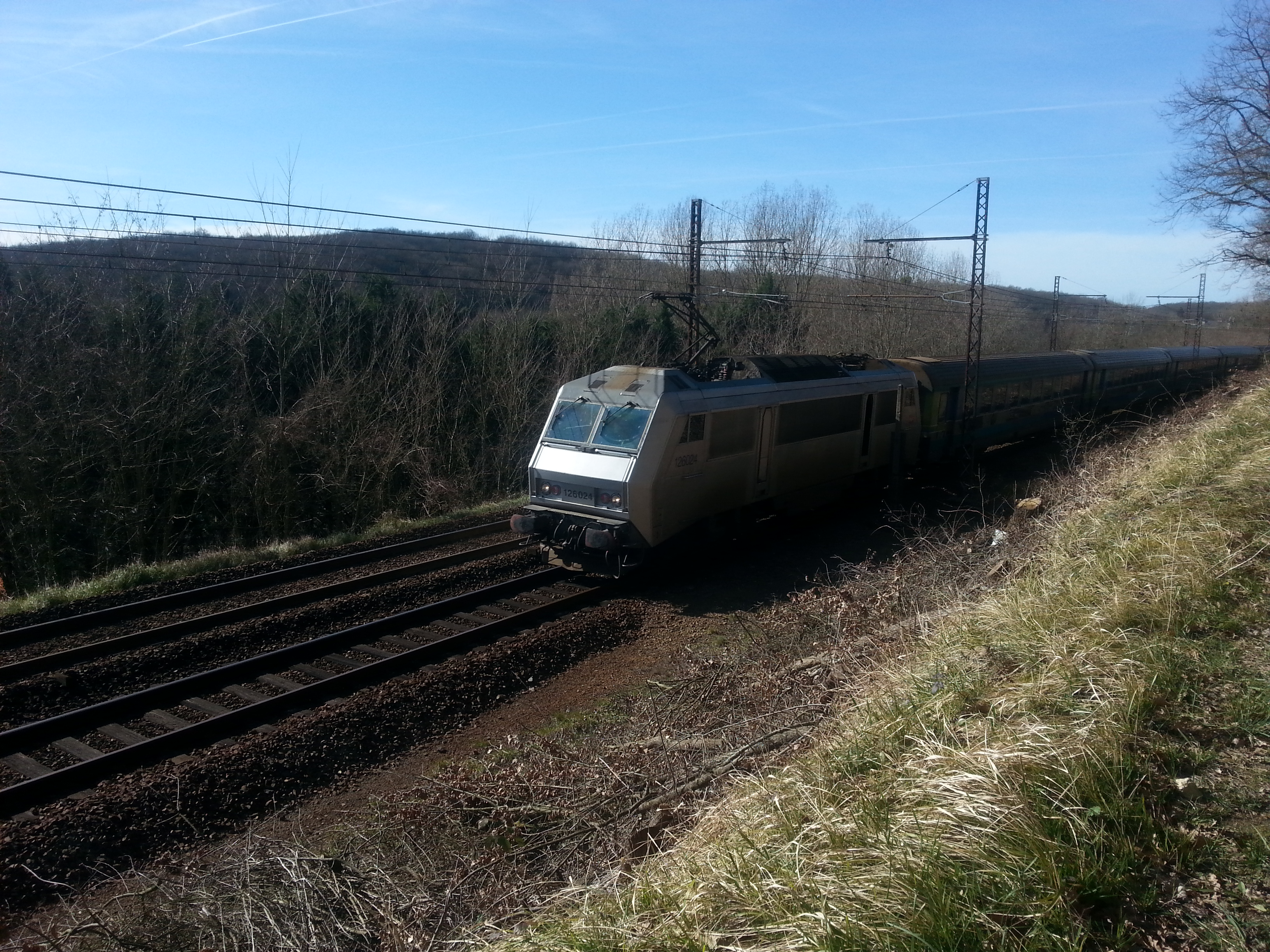
Intercités à Argenton-sur-Creuse, en 2014.
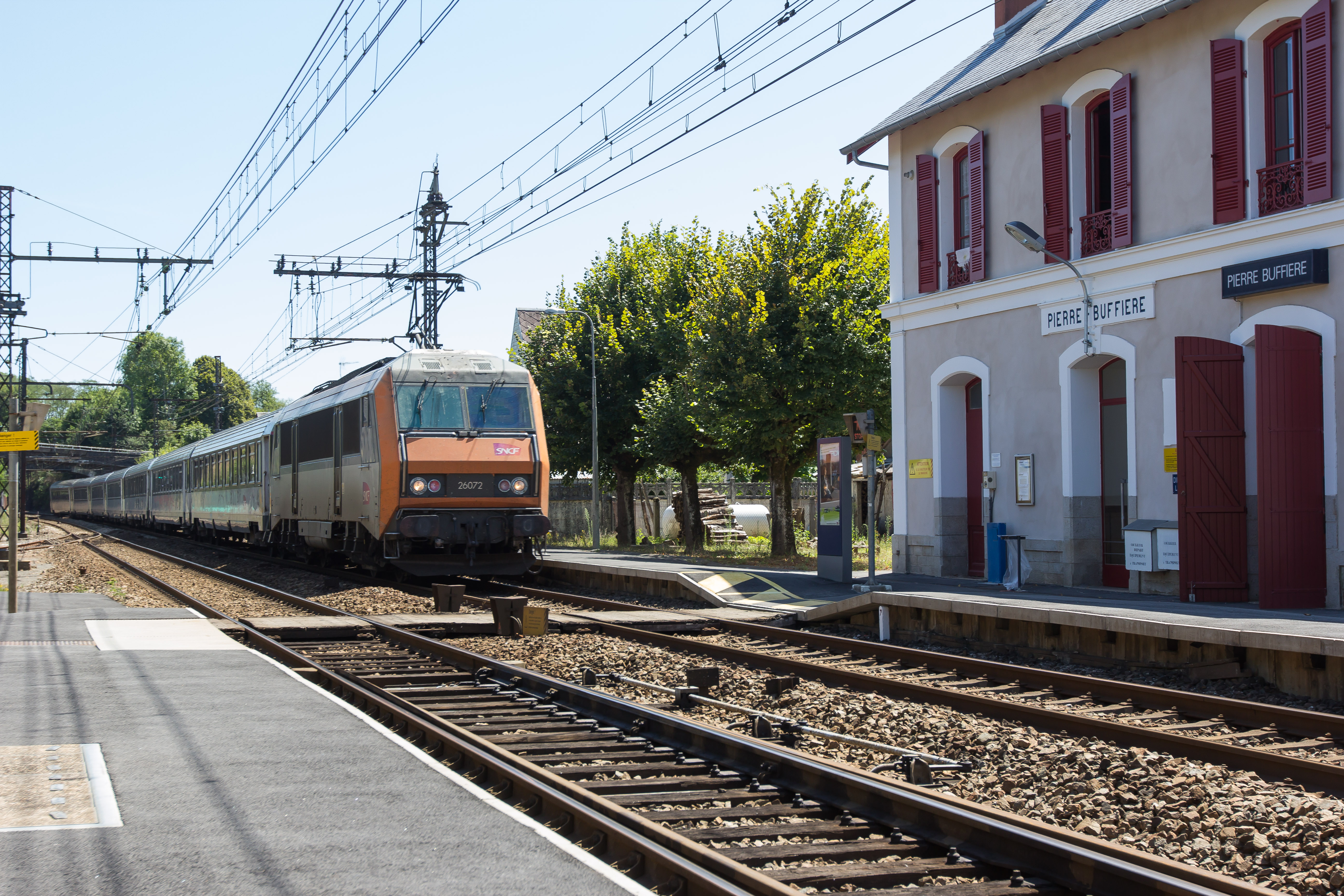
Intercités à Pierre-Buffière, en 2015.
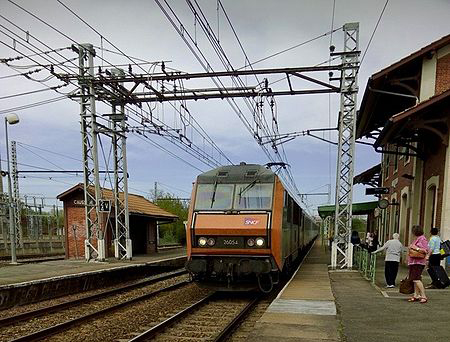
Intercités à Caussade, en 2015.

##### Intercités de nuit
Les trains Intercités de nuit effectuent des allers et retours entre Paris-Austerlitz et Toulouse-Matabiau (ainsi que Cerbère, les week-ends, jours fériés et vacances scolaires). Elle est également empruntée, en intégralité, par les Intercités de nuit quotidiens circulant entre Paris-Austerlitz et Latour-de-Carol, mais aussi Lourdes (Hendaye en été), et, en partie (d'Orléans à Brive), par l'Intercités de nuit Paris – Rodez.
Les rames font onze voitures pour la ligne : Paris – Toulouse (deux voitures de première classe, sept voitures de seconde classe, deux voitures de sièges inclinables), ou quatre voitures pour les lignes Paris – Rodez / Albi et Paris – Latour-de-Carol, ou encore huit voitures pour les lignes Paris – Cerbère, et sont composées de matériel « Corail » de nuit en version « Lunéa » couchettes 1re et 2e classe, version « Origine » places couchettes 1re et 2e classe, version « Origine » places allongées 1re et 2e classe ; parfois des voitures « Corail » de jour sont ajoutées.
La traction est assurée par des BB 22200 et des BB 7200, parfois des BB 26000 ; ces trains circulent à 140 km/h maximum[réf. souhaitée].
Jusqu’en décembre 2013, un train effectuait l'aller-retour Paris-Austerlitz – Barcelone-França. La mise en place des TGV Paris-Gare-de-Lyon – Barcelone-Sants s'est accompagnée de la suppression de cette desserte.

#### Régional

##### TER Centre-Val de Loire
Les trains TER Centre-Val de Loire effectuent des missions entre les gares : d'Orléans ; de Salbris ; de Vierzon ; d'Issoudun ; de Châteauroux et d'Argenton-sur-Creuse.
Des autorails à grande capacité (AGC/ZGC/XGC/BGC), des automotrices électriques Z 21500, des autorails X 72500 et X 73500 ainsi que des rames Corail TER tractées par des BB 7200 ou des BB 26000 circulent sur la ligne.

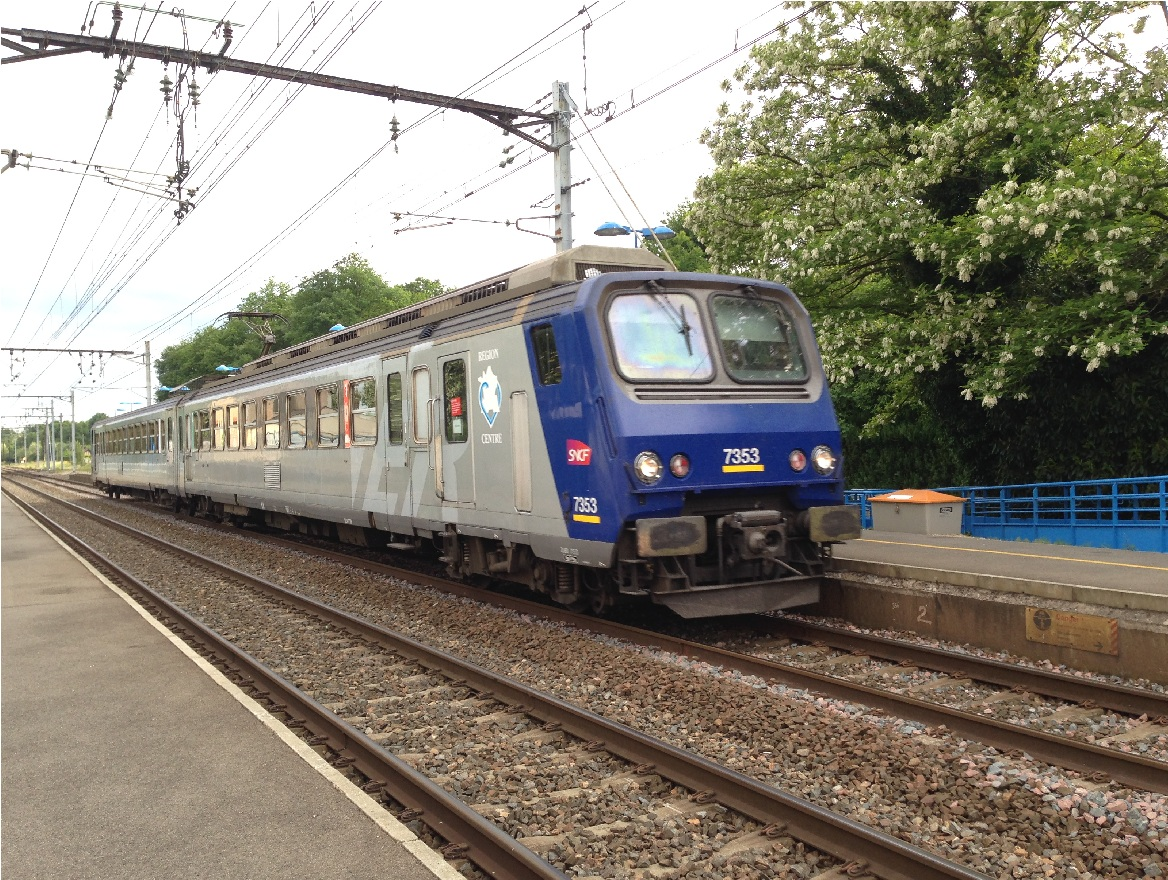
TER Centre à Saint-Cyr-en-Val en 2015.
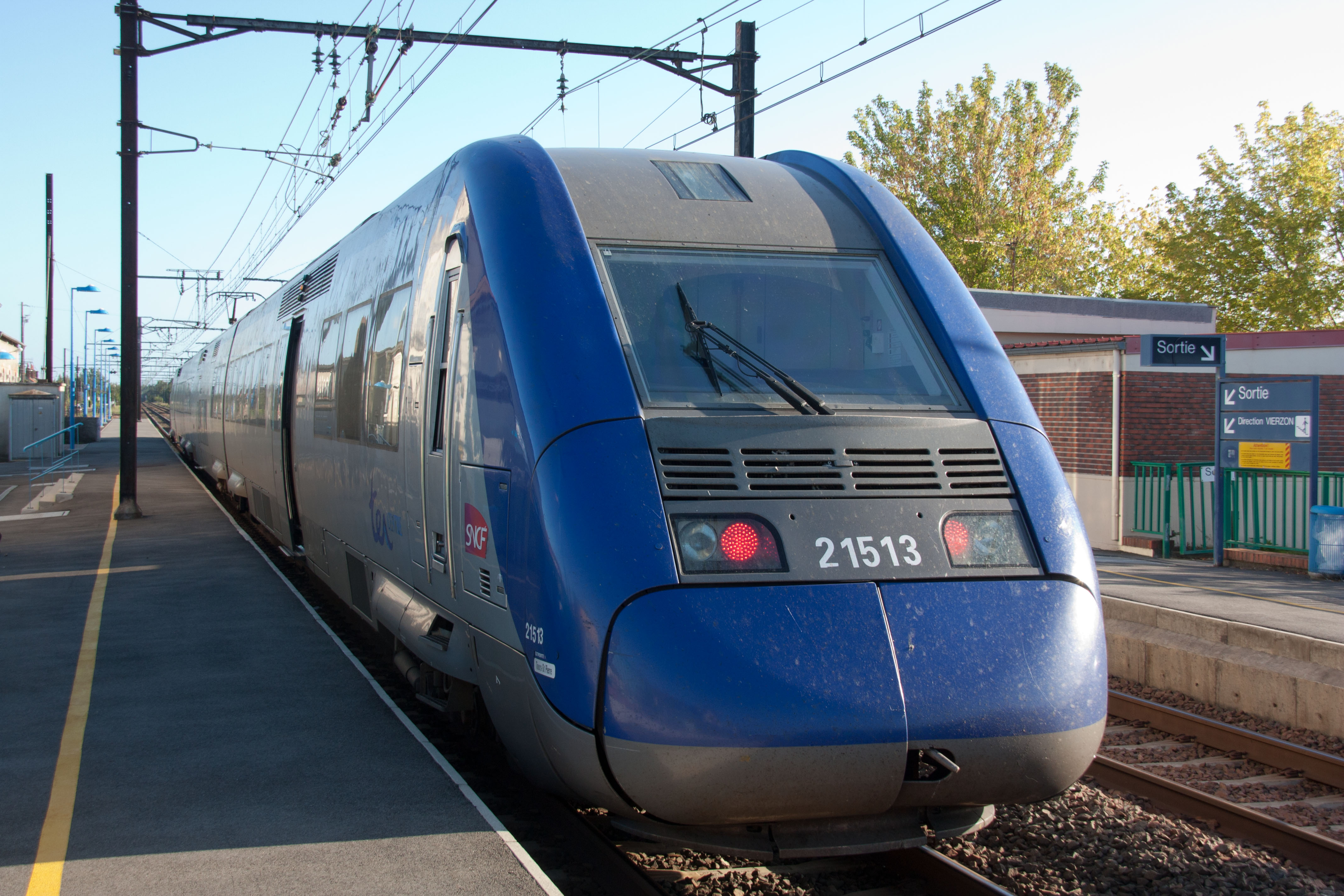
TER Centre à La Ferté-Saint-Aubin en 2014.
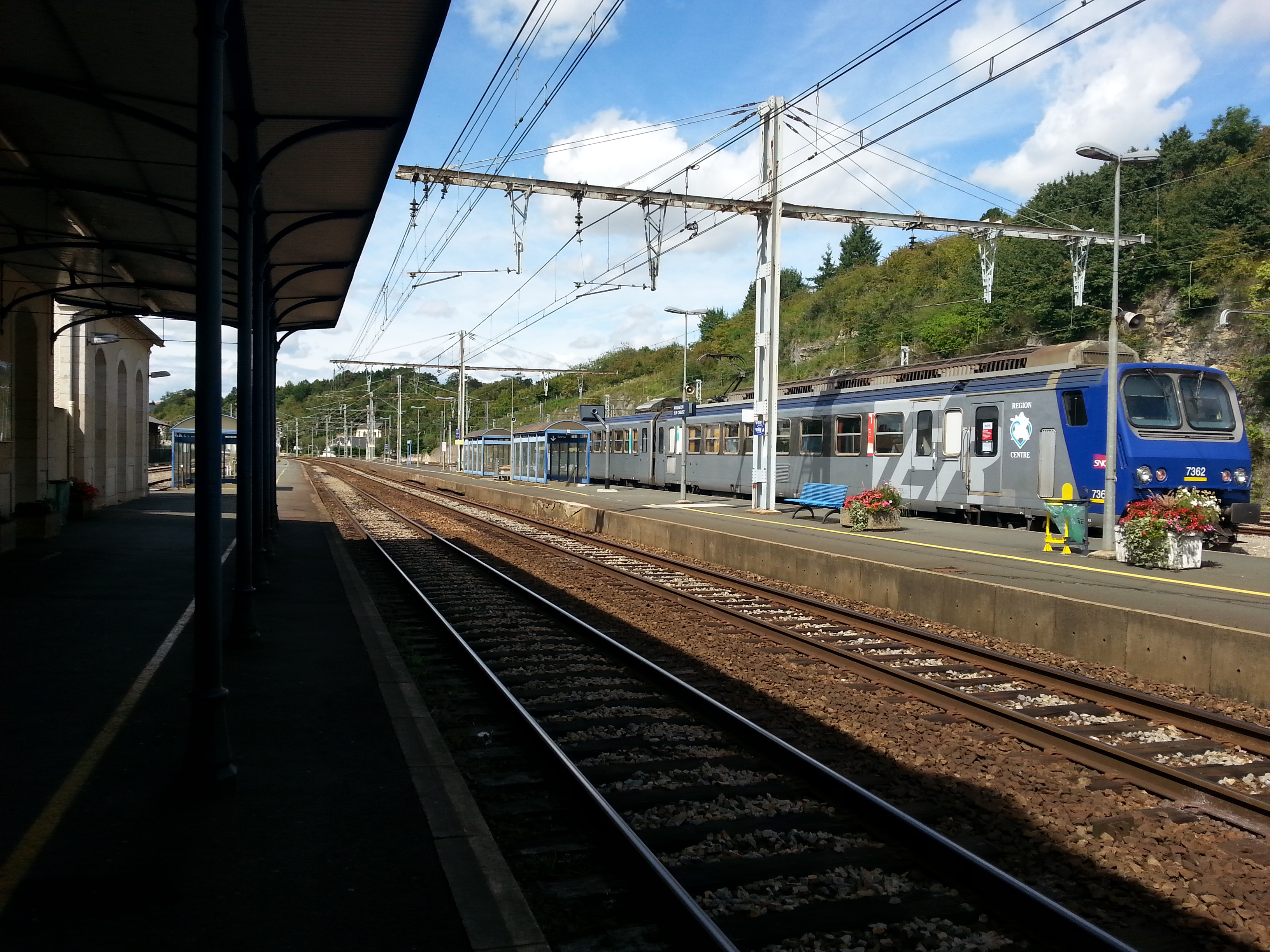
TER Centre à Argenton-sur-Creuse en 2014.

##### TER Nouvelle-Aquitaine
Les trains TER Nouvelle-Aquitaine effectuent des missions entre les gares : de Limoges ; d'Uzerche et de Brive-la-Gaillarde.
Des autorails à grande capacité (AGC/ZGC/XGC/BGC), des automotrices électriques Z2 ainsi que des autorails X 72500 et X 73500, circulent sur la ligne.

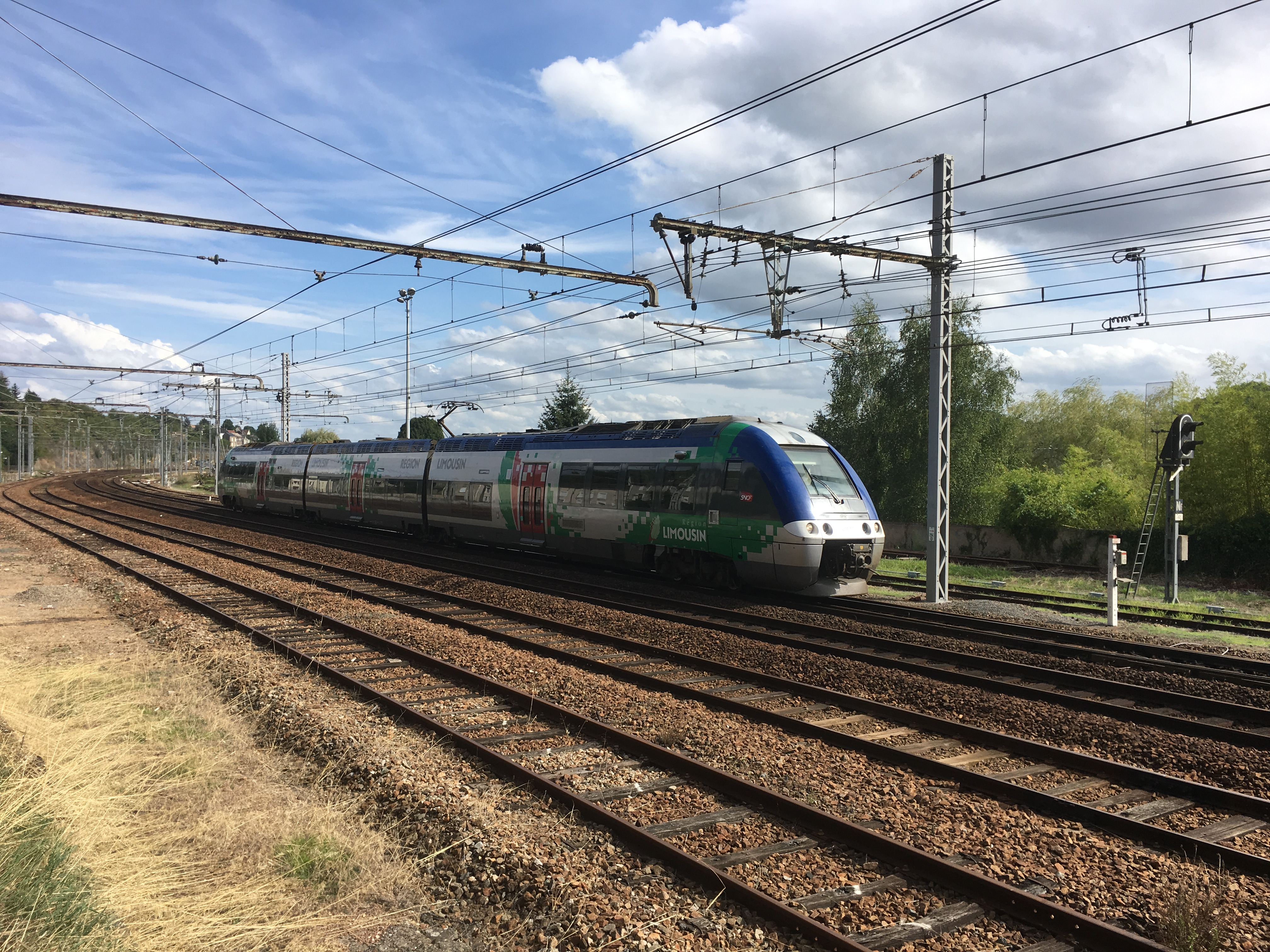
TER Nouvelle-Aquitaine à Argenton-sur-Creuse en 2017.
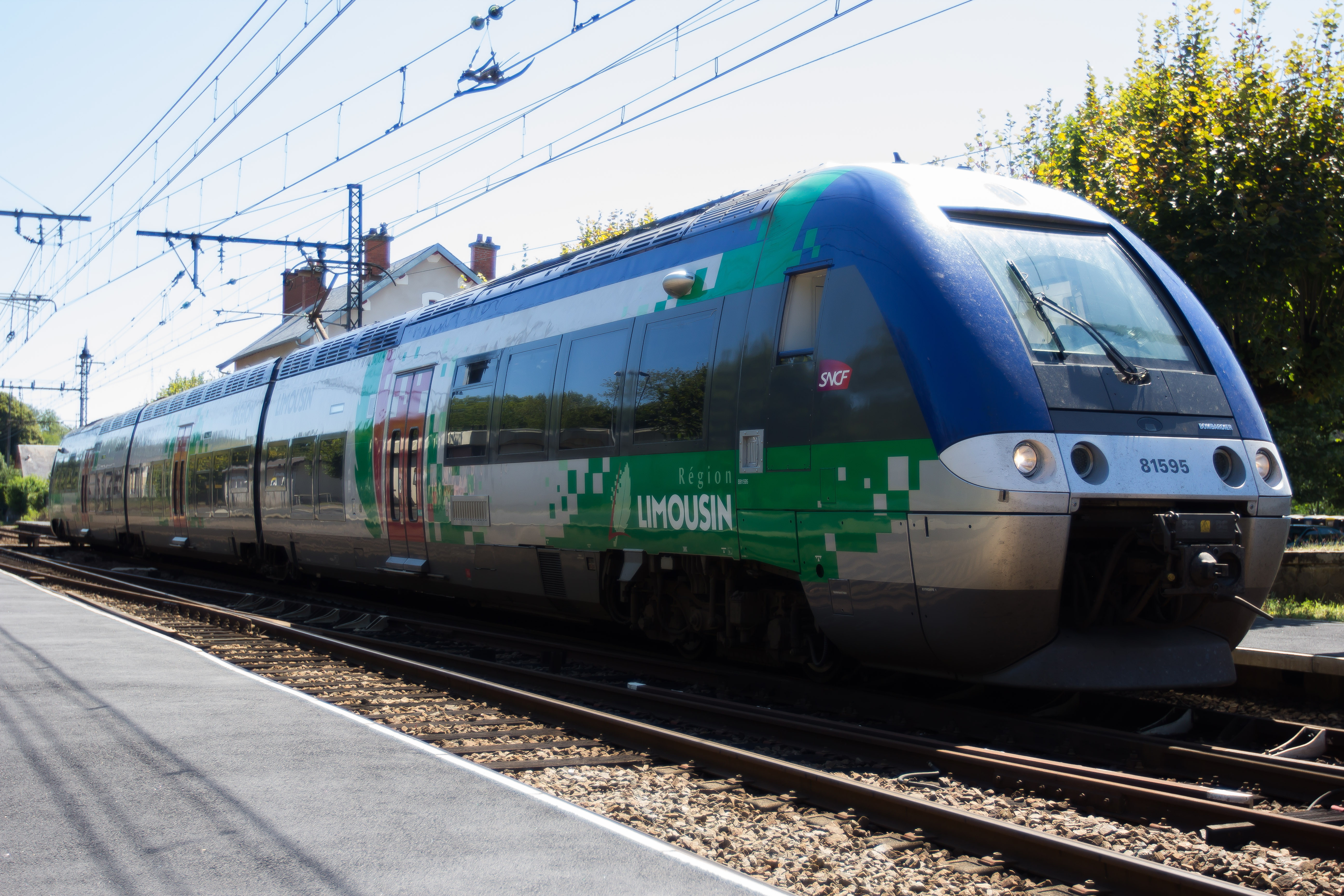
TER Nouvelle-Aquitaine à Pierre-Buffière en 2015.

##### TER Occitanie
Les trains TER Occitanie effectuent des missions entre les gares de Souillac, Gourdon, Cahors, Caussade et Montauban.
Des autorails à grande capacité (AGC/ZGC/XGC/BGC), des Régiolis, des automotrices électriques Z2, des autorails X 73500 ainsi que des rames Corail TER tractées par des BB 7200, circulent sur la ligne.

#### Marchandises
On trouve un trafic essentiellement céréalier avec quelques trains d'industries lourdes, des trains de matériels et les trains transnationaux ou transeuropéens Nord-Sud. La traction est assurée par des BB 7200, des BB 26000, des BB 27000 et des BB 75000, ainsi que du matériel pour DB Cargo France (Deutsche Bahn), circulent sur la ligne.

## Projets

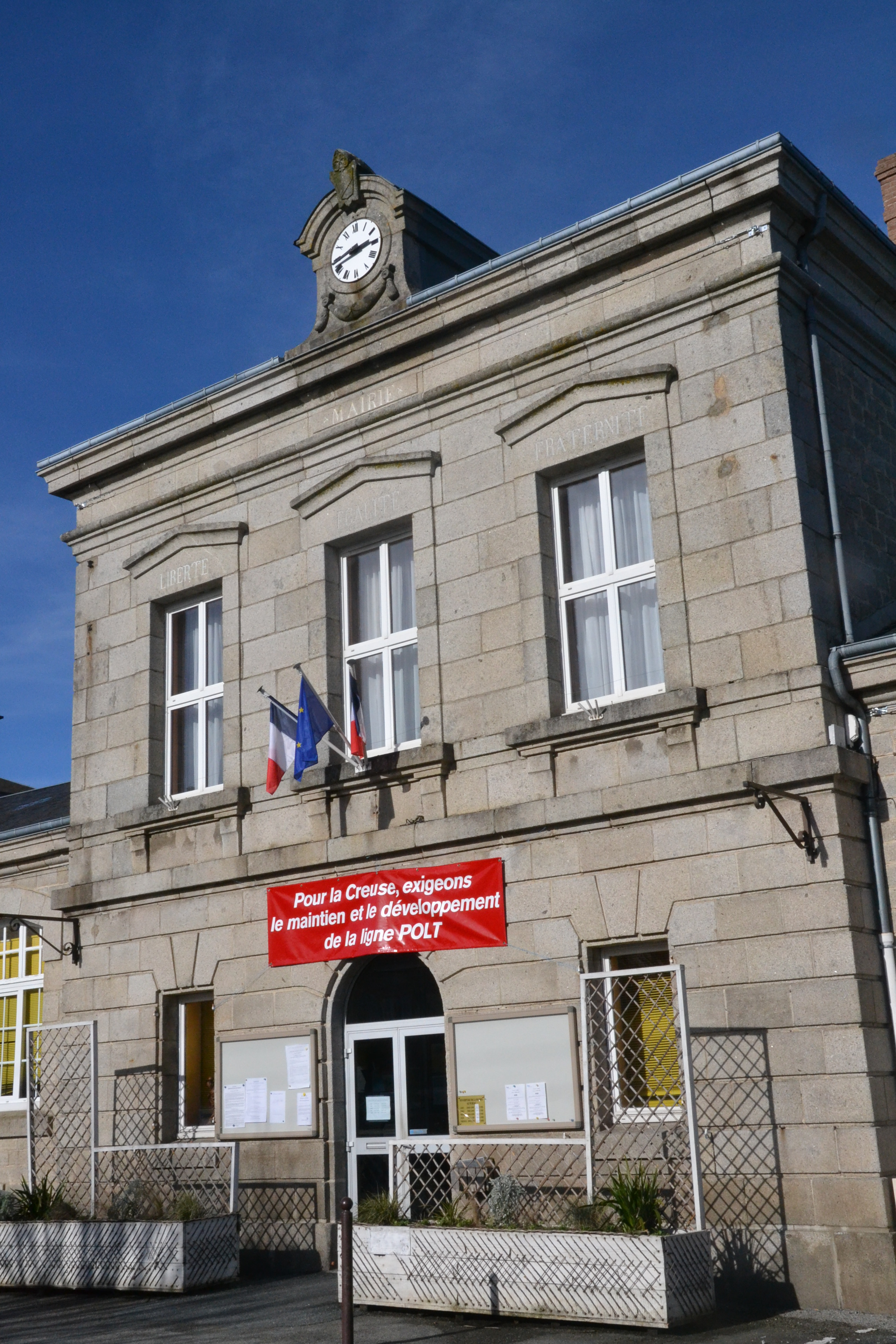
Banderole de soutien à la ligne POLT, à la mairie de Sainte-Feyre (23), en 2014.

Entre 2006 et 2017, l'ouverture du débat sur l'opportunité d'une ligne à grande vitesse (LGV) entre Poitiers et Limoges a suscité le débat, voire la controverse, quant à la possibilité de mener de front la réalisation de la nouvelle ligne, prévue à échéance lointaine, et la modernisation de la liaison POLT. Plusieurs associations se sont battues pour maintenir le POLT comme troisième radiale en tant qu'axe d'importance nationale, craignant que la mise en place de la LGV ne porte atteinte à la régularité des dessertes sur ligne classique.
Par ailleurs, l'idée d'un raccordement à la future LGV Paris – Orléans – Clermont-Ferrand – Lyon (LGV POCL), en Y renversé, est parfois mise en avant par les promoteurs de ce projet de LGV, ce qui permettrait de maintenir le gros des relations « grandes lignes » sur le POLT, et rendrait ainsi obsolète la LGV Poitiers – Limoges.
Courant 2015, en concomitance avec des relèvements de vitesse entre Vierzon et Argenton-sur-Creuse, les trains Intercités devaient être remplacés par des rames TGV Sud-Est recyclées pour des circulations à « vitesse réduite » (jusqu'à 220 km/h entre Étampes et Argenton-sur-Creuse). Un gain de temps de 40 minutes était ainsi attendu sur les express Paris – Limoges (2 h 30 au lieu de 3 h 10), et de 15 minutes par rapport aux rapides Le Capitole (2 h 45), supprimés en 1991. Ce projet n'aboutit pas. En 2017, l'association TGV Limousin-Paris 2017 propose un transfert de rames TGV Atlantique sur la ligne, option qui n'est pas retenue.